# Tesoro delle Sante Croci

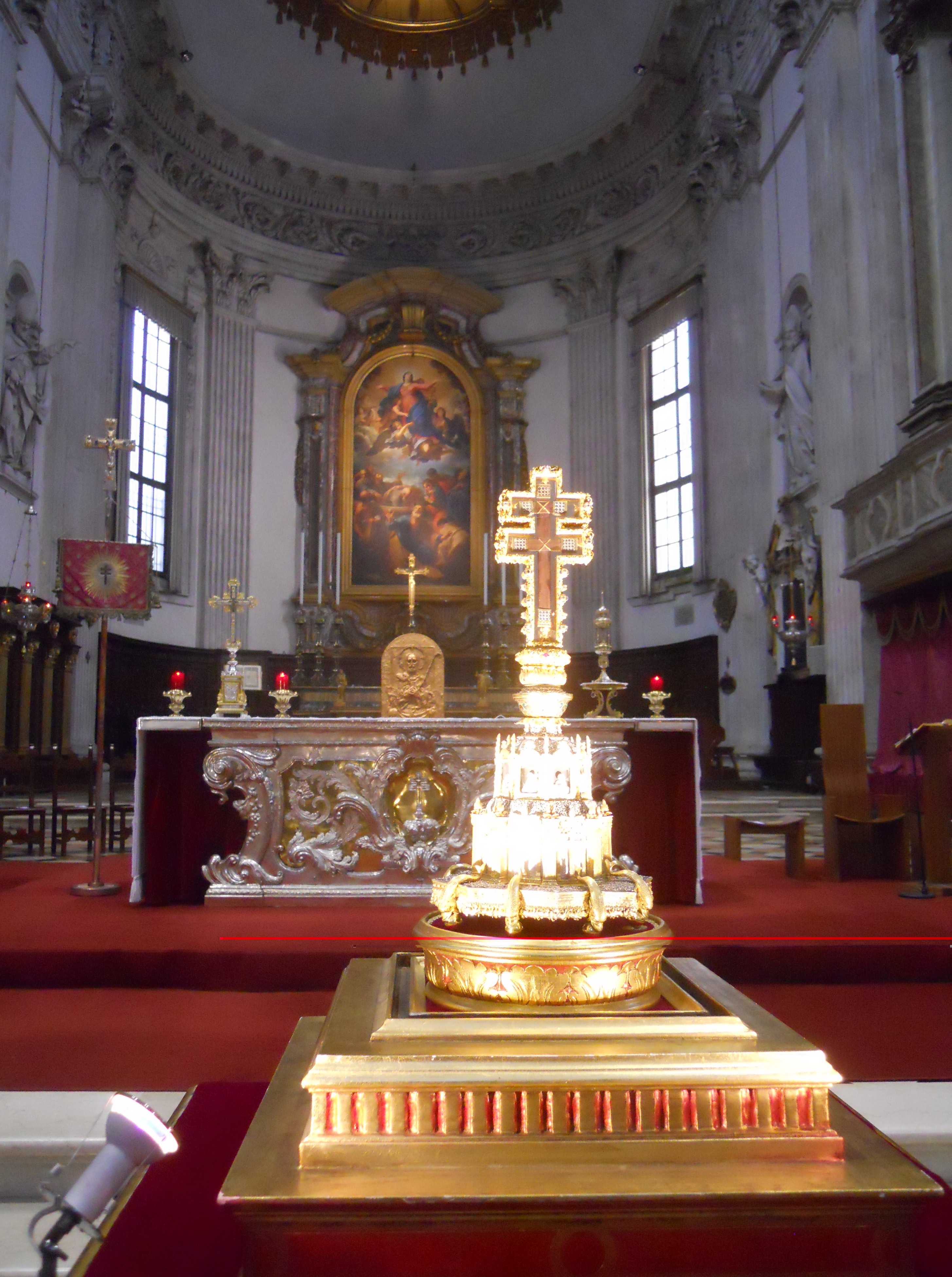
Il reliquiario della Santa Croce esposto nel Duomo nuovo di Brescia. In secondo piano si scorgono altri pezzi del tesoro.

Il tesoro delle Sante Croci è un gruppo di beni di alto interesse storico, artistico e religioso custodito nel Duomo vecchio di Brescia nella cappella delle Sante Croci, nel transetto nord. Il tesoro, di regola chiuso all'interno di una cassaforte tranne durante le brevi esposizioni, è composto da:
- la reliquia della Vera Croce,[1] detta Reliquia Insigne;
- la stauroteca,[1] un cofanetto in legno argentato dell'XI secolo[1], originale custodia alla Reliquia Insigne;
- il reliquiario della Santa Croce,[1] in argento e oro con smalti e gemme, risalente in parte al 1487 e in parte al 1532;
- la Croce del Campo (detta anche Croce dell'Orifiamma),[1] la croce in legno argentato e gemme dell'XI-XII secolo che veniva issata sul carroccio[1] bresciano durante le battaglie della Lega Lombarda;
- un bauletto in legno rivestito di metallo, opera della prima metà del Quattrocento;
- il reliquiario delle Sante Spine, opera di inizio Cinquecento dei Delle Croci proveniente dal monastero di Santa Giulia;
- il reliquiario della Croce[1] del vescovo Zane, contenente altri due frammenti della Vera Croce, realizzata nel 1841 dall'orafo Antonio Pedrina.

Il tesoro, conservato nella cattedrale da quasi mille anni e ampliato nel corso dei secoli, è curato dalla compagnia dei Custodi delle Sante Croci, che si occupa della manutenzione dei pezzi e, soprattutto, della loro salvaguardia durante le esposizioni ordinarie, che avvengono l'ultimo venerdì di Quaresima e nella festa dell'Esaltazione della Santa Croce, il 14 settembre, e straordinarie, legate in genere a importanti eventi liturgici.

## Storia

### Le origini del tesoro
La prima notizia documentaria sull'esistenza del tesoro è una disposizione contenuta negli Statuti di Brescia del 1260 circa o del 1251, con la quale il podestà prende accordi con il capitano e agli anziani del popolo su dove custodire il tesoro e a chi affidarne le chiavi. Non sono note fonti archivistiche precedenti e, pertanto, non è possibile ricavare dai documenti le origini del tesoro, in particolare la storia della Reliquia Insigne, che ne costituisce il filo conduttore.

#### La reliquia della Santa Croce: leggende e verità

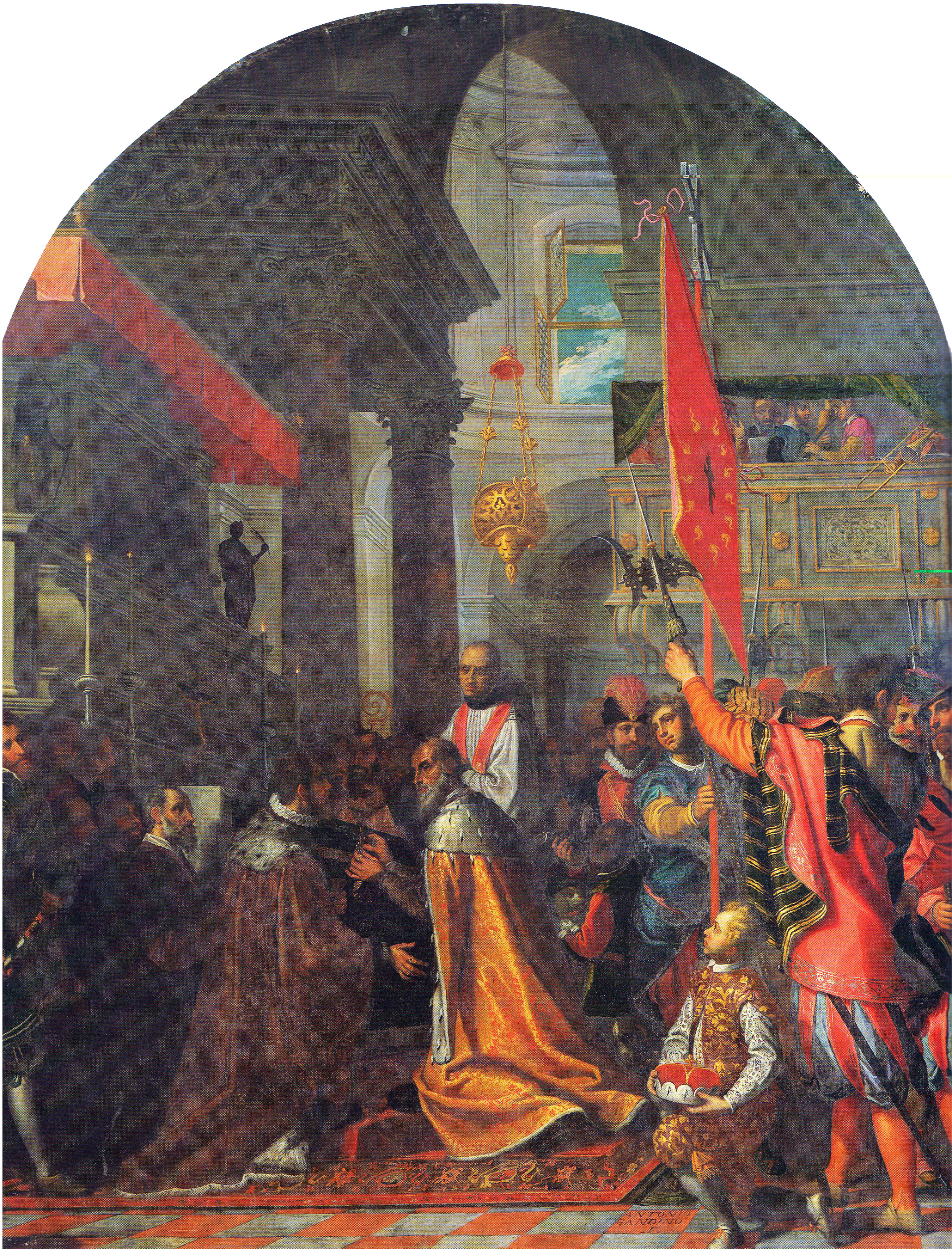
Antonio Gandino, Donazione di Namo di Baviera, 1605 circa. Il dipinto riproduce l'episodio ritenuto, secondo la leggenda, all'origine del tesoro: la donazione della Reliquia Insigne da parte di Namo di Baviera.

La leggenda più nota che spiega l'origine del tesoro è quella narrata per la prima volta da Giacomo Malvezzi nella prima metà del Quattrocento: lo storico racconta che all'inizio del IX secolo, durante la traslazione delle reliquie dei santi Faustino e Giovita dalla chiesa di San Faustino ad Sanguinem (dal 1956 rinominata in chiesa di Sant'Angela Merici), i resti dei due patroni, durante una sosta accanto a Porta Bruciata, avrebbero trasudato sangue. Il duca Namo di Baviera, governatore di Brescia, trovatosi casualmente nel corteo, assistendo al miracolo si convertì immediatamente e pubblicamente al cattolicesimo, donando subito dopo la Reliquia Insigne, la Croce del Campo e lo stendardo dell'Orifiamma all'abate del monastero dei Santi Faustino e Giovita ed entrando lui stesso come monaco nel cenobio. Il duca Namo, oltretutto, non era il primo proprietario della reliquia bensì, sempre secondo il racconto, l'aveva avuta in dono direttamente da Carlo Magno. Verso la fine dell'XI secolo, dopo un tentativo di furto, le due croci sarebbero state trasferite in Duomo vecchio, per una migliore e sicura custodia.
Non esiste documentazione in grado di supportare tale leggenda, tanto che non è nemmeno possibile confermare o smentire l'effettiva esistenza di Namo di Baviera, personaggio che appare solamente in alcuni brani del ciclo carolingio. L'unico fatto documentato dell'intera leggenda è la traslazione dei corpi dei due santi, che effettivamente avvenne il 9 maggio 806. Può dirsi però documentato, ma con margine di dubbio, anche il miracolo avvenuto durante la processione, poiché sul luogo dove i due corpi trasudarono sangue fu fondata proprio nel IX secolo la chiesa di San Faustino in Riposo, che ha conservato l'antico appellativo in riferimento al "riposo", cioè alla sosta che il corteo compì durante il miracolo.
Andrea Valentini, nel 1882, fa un sunto di altre leggende legate alle origini della reliquia e del tesoro, recuperate da scritti di autori precedenti. Lo studioso, fra le altre, riporta le ipotesi che la Reliquia Insigne sia legata alla quarta crociata, partita da Venezia nel 1202, oppure che sia stata portata a Brescia da Alberto da Reggio, vescovo cittadino presente alla quinta crociata tra il 1219 e il 1221, oppure che sia un dono di Gaudenzio o addirittura di Filastrio, il quale l'avrebbe ricevuta direttamente da sant'Elena.
La leggenda più radicata nella letteratura storica successiva al Malvezzi rimane comunque quella legata alla figura di Namo, almeno fino al Settecento quando, prima con gli studi di Giovanni Girolamo Gradenigo, seguiti da quelli di Giuseppe Brunati, Alessandro Sala e Federico Odorici, il mondo critico, legando lo stile delle decorazioni sulla reliquia a quelle della stauroteca, ritenuta opera bizantina del XII-XIII secolo, colloca alla prima metà del Duecento il suo arrivo a Brescia, ridando credito alla leggenda che vedeva in Alberto da Reggio il donatore della Reliquia Insigne. Nemmeno tale conclusione, però, è ritenuta oggi valida, poiché nuovi studi formulati durante il Novecento hanno convintamente separato, dal punto di vista cronologico, la reliquia dalla stauroteca.
In ogni caso, la nota leggenda di Namo di Baviera narrata dal Malvezzi è ormai da ritenersi priva di fondamento, come già commentava il Valentini nel 1882 suggerendo di "relegarla tra le favole", ed è assumibile come leggenda già probabilmente fissata nel Duecento e in seguito radicata da una grande fortuna letteraria. Diventa inoltre impossibile, pertanto, connettere alla storia della Reliquia Insigne la Croce del Campo: anche dal punto di vista storico, i due manufatti ebbero origini diverse e finirono per essere affiancati, in epoca medievale, a causa della sempre più accreditata leggenda di Namo, per il solo fatto di essere custoditi assieme nel tesoro della cattedrale.

#### La Croce del Campo e la stauroteca
Non sono ugualmente note le vicende all'origine della Croce del Campo, fabbricata nell'età dei Comuni come croce comunale di Brescia, da issare sul carroccio durante le battaglie. La croce era chiamata anche Croce dell'Orifiamma, poiché sul carroccio dove era fissata svettava sullo stendardo comunale, chiamato appunto Orifiamma. Un riferimento alla Croce del Campo è forse riscontrabile nell'inno della battaglia della Malamorte ed è nuovamente il Malvezzi a dare notizia che, oltre a Rudiano, la croce fu innalzata sul carroccio bresciano nella battaglia delle Grumore e nella battaglia di Legnano. Terminata l'epoca comunale, dovette finire semplicemente custodita nel tesoro, acquistando man mano valore spirituale in quanto affiancata alla Reliquia Insigne dalla leggenda di Namo di Baviera.
Sempre a partire dal Duecento, peraltro, è rilevabile nei documenti una certa confusione nei nominativi delle croci: mentre la Croce del Campo mantiene invariato il proprio nome, la reliquia insigne assume il titolo di Croce dell'Orifiamma, quando quest'ultimo era invece il secondo nome della Croce del Campo. L'errore, mantenutosi invariato per secoli, è stato corretto solo a partire dall'Ottocento, quando con il titolo di "Croce dell'Orifiamma" si è tornati ad intendere il secondo nome della Croce del Campo.
Anche della stauroteca, l'originale cofanetto della Reliquia Insigne, non sono note le vicende all'origine, ma è chiaro che fu realizzata appositamente. Per contro, non è dato sapere se arrivò in sostituzione a una teca precedente, anche se la puntigliosa volontà di custodia nel tempo di tutto ciò che ebbe a che fare con la Reliquia Insigne basterebbe per escludere la possibilità che un cofanetto posteriore sia esistito e in seguito eliminato.

### La dominazione viscontea

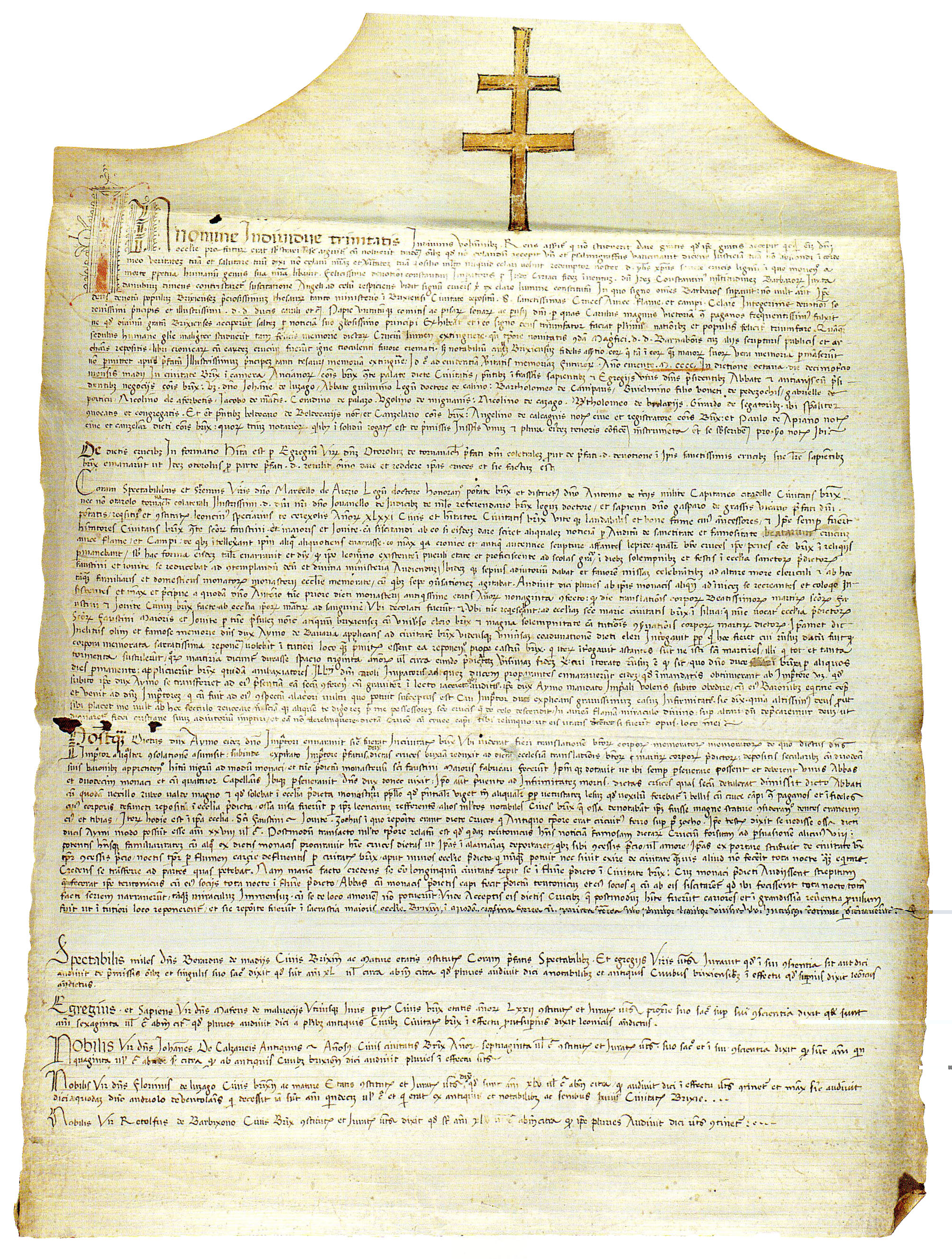
La pergamena della Memoria delle Sante Croci.

Durante la dominazione dei Visconti su Brescia, iniziata nella prima metà del Trecento e conclusa un secolo dopo, il tesoro non dovette godere di buona reputazione fra i signori della casata milanese, probabilmente a causa del grande fervore devozionale che i bresciani provavano nei confronti della Reliquia Insigne. Durante la sua reggenza, Bernabò Visconti contrastò la memoria del tesoro, facendo bruciare tutti i libri delle cronache, comprese le scritture pubbliche e private, riguardanti la memoria della Reliquia Insigne e dei manufatti conservati assieme ad essa.
Sotto Gian Galeazzo Visconti, però, la situazione pare nettamente migliorare: il 13 maggio 1400 viene riunito un folto gruppo di notai, abati e avvocati con l'obiettivo di ricostruire la memoria del tesoro attraverso i racconti e le testimonianze dei cittadini colti, anziani o che semplicemente erano in grado di dare informazioni: i vari contributi, dopo essere stati vagliati e selezionati dal gruppo, vennero raccolti in una grande pergamena, nota come Memoria delle Sante Croci. La principale testimonianza raccolta è quella dello speziale Leoncino Ceresoli, il quale racconta che da ragazzo lavorava come chierichetto nella chiesa dei Santi Faustino e Giovita e nei momenti liberi conversava con i monaci, fra i quali il novantenne priore Antonio il quale gli aveva raccontato la leggenda di Namo di Baviera, che viene interamente trascritta nella pergamena della Memoria. Il racconto dello speziale viene confermato, sotto giuramento, da altri anziani cittadini, i quali a loro volta affermano di aver udito lo stesso racconto da altre fonti.
La leggenda viene ripresa alla lettera dallo storico Giacomo Malvezzi nel suo Chronicon Brixianum pubblicato entro pochi anni dalla stesura delle memorie, inaugurando la fortuna letteraria della leggenda di Namo di Baviera.

### Il tesoro nel Rinascimento
Il primo pezzo noto del tesoro ad aggiungersi ai tre originali (Croce del Campo, Reliquia Insigne e stauroteca) è il piccolo bauletto fabbricato nella prima metà del Quattrocento per contenere alcuni oggetti secondari, quasi tutti perduti. Il nuovo, grande arrivo si ha invece nella seconda metà del secolo: il 12 agosto 1474 il Consiglio Speciale della città e il Consiglio Generale il 30 dello stesso mese commissionano all'orafo Bernardino delle Croci un nuovo reliquiario per il frammento della croce, simile a quello che l'artista stava già assemblando per il convento di San Domenico (perduto), da consegnare entro il maggio 1475, cioè l'anno successivo.
Il lavoro, nonostante il termine fissato, non dovette essere eseguito subito, oppure richiese molto tempo: il 15 giugno 1486 il Consiglio deliberò di recuperare il denaro con cui pagare Bernardino mediante la vendita dell'argenteria donata da Domenico de Dominici alla fabbrica del Duomo. Il saldo dell'orafo per il suo lavoro arriva finalmente nel 1487, ben tredici anni dopo la commissione. Il reliquiario eseguito dal Delle Croci non assolveva, inizialmente, a nuova custodia della reliquia: in un primo periodo, essa veniva semplicemente fissata sulla sommità e quindi portata in processione, come si può vedere nello Stendardo delle Sante Croci del Moretto eseguito nel 1520. A esposizione terminata, la reliquia veniva nuovamente riposta nella stauroteca e il foro lasciato al sommo del piedistallo veniva chiuso con una vite d'argento decorata ancora oggi custodita nel tesoro, nel piccolo bauletto.
La bellezza del nuovo piedistallo processionale e, probabilmente, l'innovativa ventata rinascimentale nelle arti portarono il Consiglio Speciale a deliberare il 29 agosto 1532, con conferma del Consiglio Generale il 31 luglio 1533, l'esecuzione di una nuova teca per la Reliquia Insigne da fissare in cima al piedistallo già predisposto, creando un unico, grande reliquiario in sostituzione della vecchia stauroteca. L'incarico viene affidato all'orafo Giovanni Maria Mondella, che lo completò verosimilmente negli anni successivi.
Il 12 marzo 1531, nel Palazzo Vescovile di Brescia, alla presenza di un notaio e di varie autorità del mondo civile e religioso, il vescovo Paolo Zane donò alla comunità una crocetta di legno, di sua proprietà, composta da altri due frammenti ritenuti provenienti dalla Vera Croce. La crocetta entrò a far parte del patrimonio di reliquie del Duomo vecchio, ma probabilmente non come componente del tesoro delle Sante Croci. Essa troverà definitiva collocazione solamente nel 1841 nell'omonimo reliquiario dell'orafo Antonio Pedrina, diventando da allora membro stabile del tesoro.
Nel 1764 il conte Bartolomeo Martinengo, presidente della Compagnia dei Custodi delle Sante Croci, fece eseguire una copia esatta della Croce del Campo da utilizzare come croce astile per le regolari processioni organizzate dalla compagnia, evitando così di dover estrarre la vera croce in ogni occasione. Alla nuova croce viene aggiunta una riproduzione dello stendardo dell'Orifiamma, ritenuto dal Valentini anch'esso una copia dell'originale perduto.

### L'Ottocento

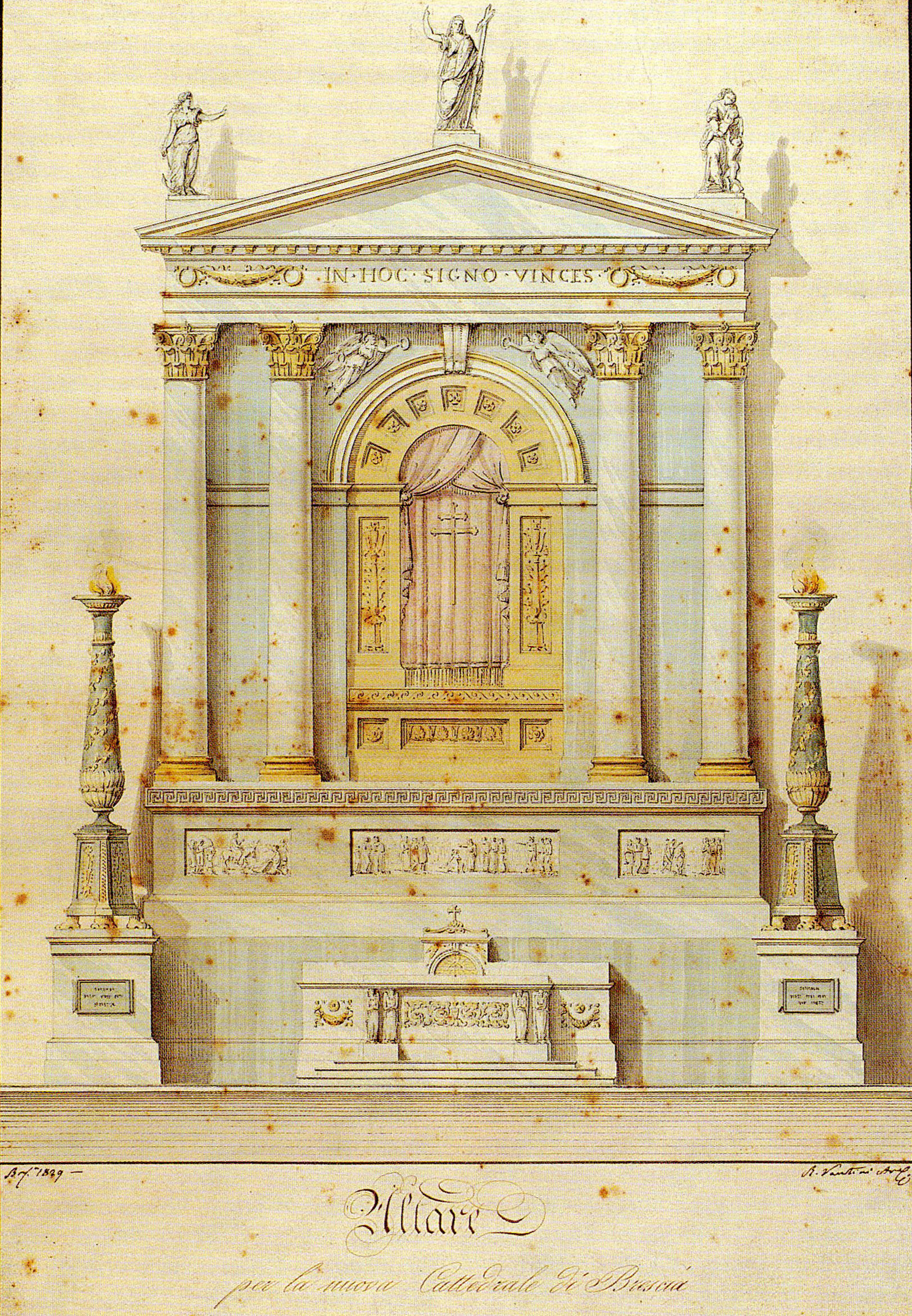
Il progetto di Rodolfo Vantini del 1829 per l'altare delle Sante Croci da erigersi in Duomo nuovo.

Con la soppressione dei monasteri cittadini condotta dalla Repubblica Bresciana nel 1797, il tesoro delle Sante Croci si arricchì di due nuove opere qui trasferite dal monastero di Santa Giulia: il reliquiario delle Sante Spine e la Croce di San Faustino, entrambi pregevoli pezzi di arte gotica e rinascimentale che ampliano il corpus di reliquie religiose del tesoro. Il reliquiario custodiva infatti due spine ritenute provenienti dalla corona di spine, mentre la croce conteneva un altro, consistente frammento del crocifisso di Gesù.
Durante la processione organizzata per il Giubileo del 1826, però, la Croce di San Faustino e la reliquia in essa contenuta vennero esposte ai fedeli nella chiesa dei Santi Faustino e Giovita, riscuotendo un grande successo devozionale. Il parroco Giovanni Battista Lurani Cernuschi, accompagnato dall'entusiasmo popolare, ne chiese la custodia, per la quale si offrì di far costruire un nuovo, importante altare nella chiesa dove posizionare la reliquia. La richiesta venne accolta e, già nel 1828, il frammento della Vera Croce fu accolto nel nuovo altare, il primo a destra, all'interno di una nuova croce-reliquiario fabbricata appositamente. La croce originale, per una migliore custodia, venne trasferita nel tesoro della chiesa, lasciando il tesoro delle Sante Croci.
Durante i suoi studi sulla Croce del Campo, condotti nel 1837, Giuseppe Brunati scoprì che sotto l'immagine di Gesù è scavato nel legno un incavo rettangolare dalle ginocchia all'incrocio dei bracci, contenente numerose reliquie avvolte in fettucce o pergamene con le scritte esplicative: una piccola pietra proveniente dal Santo Sepolcro, una reliquia di sant'Andrea, una di san Faustino e una di san Cristoforo.

#### I progetti di trasferimento del tesoro
Risale al 1829 la prima proposta, avanzata da Rodolfo Vantini mediante un progetto, di erigere un nuovo, maestoso altare in Duomo nuovo nel quale trasferire l'intero tesoro. L'altare sarebbe stato costruito sulla parete nord della crociera, specchiato a quello del Santissimo Sacramento dello stesso Vantini, appena ultimato. La proposta, sebbene ciò non traspaia dai documenti, dovette trovare subito largo seguito: nel 1845 vennero acquistate, per occasione di mercato, due colonne in cipollino "onde non andassero altrimenti perdute, e nello scopo che potessero impiegarsi, quando che fosse, nell'altare da erigersi nella nuova cattedrale". Altri progetti, nel medesimo anno, vennero presentati dall'Accademia nazionale di San Luca di Roma e dall'architetto bresciano Gaetano Clerici, entrambi però ritenuti in disarmonia con il già presente altare del Santissimo Sacramento. Negli anni immediatamente successivi proseguì l'acceso dibattito sul nuovo altare con la continua presentazione di progetti e di consultazioni con scuole e istituzioni, tra cui l'Accademia di Brera. Già nel 1849, però, fu proprio il presidente della compagnia dei Custodi, Antonio Valotti, a lasciar cadere l'intera questione, così come si ricava da una lettera tra lui e il Clerici, rimandandola "a tempi migliori" data la turbante situazione politica delle guerre di indipendenza italiane.
Bisogna attendere il 1921 per avere nuove notizie sulla questione: in quell'anno, la fabbrica del Duomo bandisce un concorso per il nuovo altare delle Sante Croci in Duomo nuovo, fissando prima a 3000 e poi a 4000 lire il premio per il miglior disegno. Dall'apertura al termine del concorso, nel dicembre del 1922, vengono consegnati quaranta progetti, esaminati da una folta giuria. Sorprendentemente, il concorso viene dichiarato nullo, "non trovando alcuno dei progetti presentati rispondente in linea generali ai concetti essenziali" richiesti. Venne comunque stabilito di assegnare, in premio, la somma di 2000 lire al progetto di Giovanni Silvestrini e di 1000 lire a quello di Luigi Pellini. La questione venne così lasciata nuovamente in sospeso e, anche a causa della difficile situazione politica e sociale dei successivi decenni, non sarà più ripresa.
Il progetto di trasferimento del tesoro e di erezione di un altare apposito tramonteranno definitivamente negli anni ottanta del Novecento quando, in onore di papa Paolo VI, per il lato nord della crociera sarà ideato il monumento bronzeo a lui dedicato, opera di Lello Scorzelli, infine installato nel 1984.

### Il Novecento
Il 22 aprile 1917, in piena prima guerra mondiale, la Reliquia Insigne venne esposta sull'altare maggiore del Duomo nuovo alla presenza del vescovo Giacinto Gaggia e della quasi totalità dei cittadini per impetrare la protezione divina sulla città e sui militari al fronte. Il 10 novembre dello stesso anno il tesoro venne estratto in via straordinaria per essere protetto da eventuali danni derivanti dalla guerra: la Reliquia Insigne fu rimossa dalla teca del reliquiario e consegnata a Giacinto Gaggia, mentre il resto andò in affidamento al soprintendente Ettore Modigliani e nascosto.
Simile situazione si ripeté il 13 aprile 1945, durante la seconda guerra mondiale. In totale segretezza, il tesoro venne estratto e nascosto: il piedistallo di Bernardino delle Croci, la stauroteca, la Croce del Campo, il reliquiario delle Sante Spine e altri oggetti furono trasferiti in una villa di Castenedolo, mentre la teca di Giovanni Maria Mondella, contenente la Reliquia Insigne, fu consegnata al vescovo Giacinto Tredici e da questi occultata nella nicchia di una parete del Duomo nuovo. Esistono comunque altre versioni di come e dove il tesoro fu nascosto, non tutte concordanti tra loro.
Nel 1957-58 l'intero tesoro venne restaurato dall'orefice milanese Agostino Figini. La stauroteca subì l'intervento più consistente: il cofanetto presentava molte ammaccature, diverse parti di lamina d'argento si erano staccate e la Crocifissione sul coperchio risultava corrosa da un agente acido molto potente, versato in epoca imprecisabile e per motivi sconosciuti. Durante l'operazione vennero rimosse tutte le lamine lavorate per essere restaurate singolarmente, mentre le parti mancanti vennero integrate utilizzando lamine d'argento liscio. L'area corrosa, ormai molto friabile, fu ripulita e le figure rafforzate da riempimenti in argento puro fissato con mastice. Vennero infine rimessi, dove mancanti, i piccoli chiodi d'argento. Anche la Croce del Campo, nello stesso intervento di restauro, venne ripulita e integrata dei frammenti mancanti, pur essendo molto meno danneggiata della stauroteca. Allo stesso modo vennero ripuliti e sistemati il reliquiario e il bauletto.

## Il tesoro

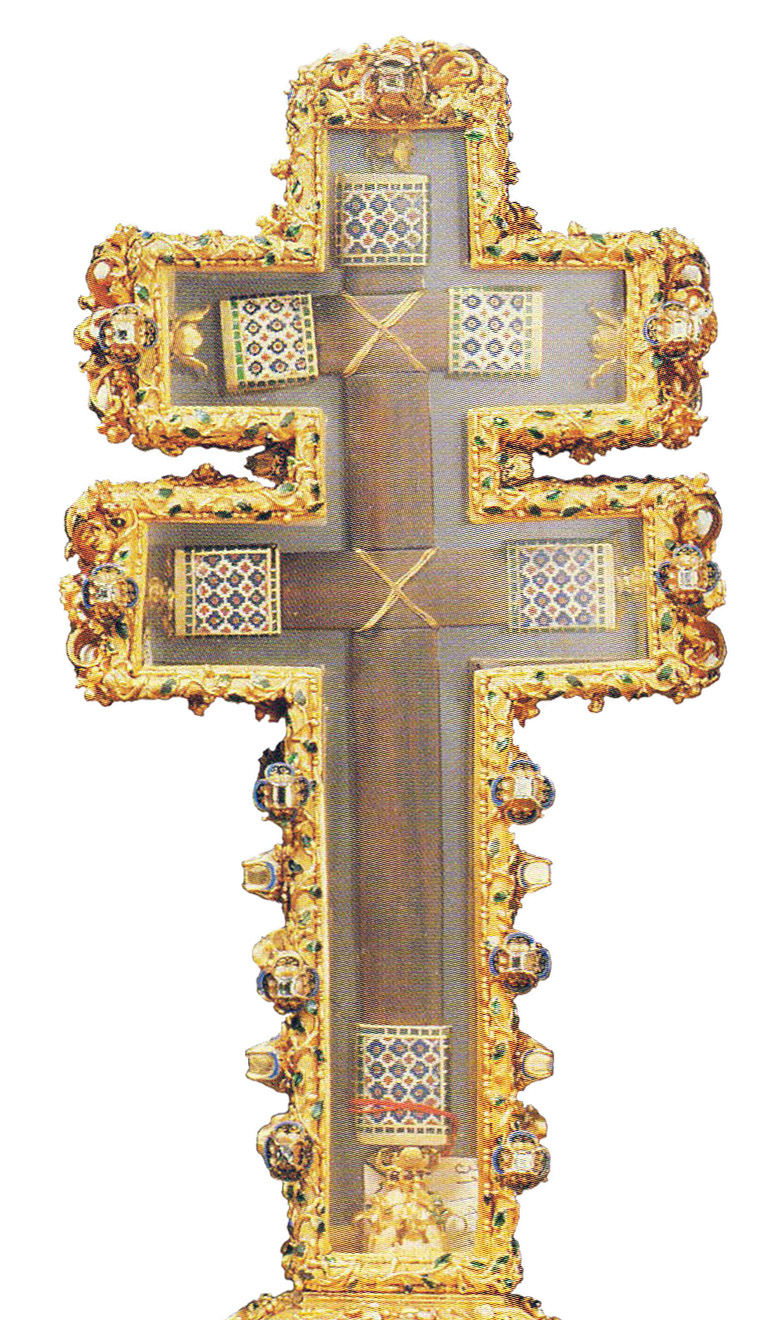
La Reliquia Insigne all'interno del reliquiario.

### La Reliquia Insigne della Santa Croce

#### Descrizione e stile
La Reliquia Insigne, il più importante pezzo del tesoro dal punto di vista religioso, consiste in tre frammenti lignei ritenuti appartenenti alla Vera Croce, cioè il crocifisso in legno sul quale Gesù sarebbe morto. Si tratta di tre elementi rettangolari in legno di cedro, uno lungo 14,5 centimetri, uno 6,5 centimetri e il terzo poco meno, ognuno largo un centimetro circa.
I tre pezzi sono montati fra loro a riprodurre una croce latina con doppia trasversa, solitamente definita "croce di Lorena" o "croce patriarcale": il pezzo più lungo costituisce il corpo centrale, mentre i due più corti sono i bracci trasversali, dei quali il più corto consisterebbe nella riproduzione del titulus crucis. Le estremità di ogni pezzo sono incappucciate in guaine d'oro decorato da smalti con motivi floreali e geometrici di colore verde, azzurro e rosso su fondo bianco. I tre pezzi, inoltre, sono legati tra loro a formare la croce mediante fili d'oro incrociati.
La decorazione a smalto è di gusto tradizionale bizantino del X secolo, sicuramente prodotta a Costantinopoli. Vi sono forti analogie con quella della stauroteca di Limburg an der Lahn del 960 circa e con il reliquiario della Santa Croce della basilica Palatina di Santa Barbara a Mantova, proveniente anch'esso da Costantinopoli.

#### Valore storico e spirituale
La Reliquia Insigne è stata, per almeno mille anni, la più importante reliquia che abbia mai calamitato la fede religiosa della cittadinanza bresciana. Scrive Lodovico Baitelli nel 1663:
(Lodovico Baitelli, Breve Historia delle Santissime Croci, 1663, pp. 16-27.)
Nei secoli si sono svolte, oltre alle due esposizioni ordinarie annuali, innumerevoli esposizioni straordinarie per portare la reliquia in processione nelle vie cittadine, invocando la grazia divina per i più disparati motivi: guerre, carestie, assedi, siccità, epidemie. Si ricordano, fra le molte, la processione organizzata durante l'assedio di Nicolò Piccinino del 1438, i cortei per invocare la pioggia attuati dal 13 al 15 aprile 1491, la processione contro la carestia del 20 marzo 1523, quella indetta dopo la vittoria veneziana alla battaglia di Lepanto, quelle contro le incessanti piogge del 20, 22 e 24 aprile 1663 e del dicembre 1727, quelle, al contrario, per invocare la pioggia del 4, 9 e 20 aprile 1683, l'esposizione del 1705 contro l'occupazione tedesca e francese dei territori attorno alla città e le imponenti processioni del 27 aprile, 3 e 11 maggio del 1732 per la protezione contro l'epidemia di peste bovina.
Dal punto di vista storico, la reliquia ha influenzato notevolmente l'iconografia della croce in ambito bresciano, facendo molto spesso preferire il simbolo della croce patriarcale, al posto della croce latina, in numerosissimi contesti iconografici, dalla pittura, alla scultura, alla miniatura.

#### Altre immagini

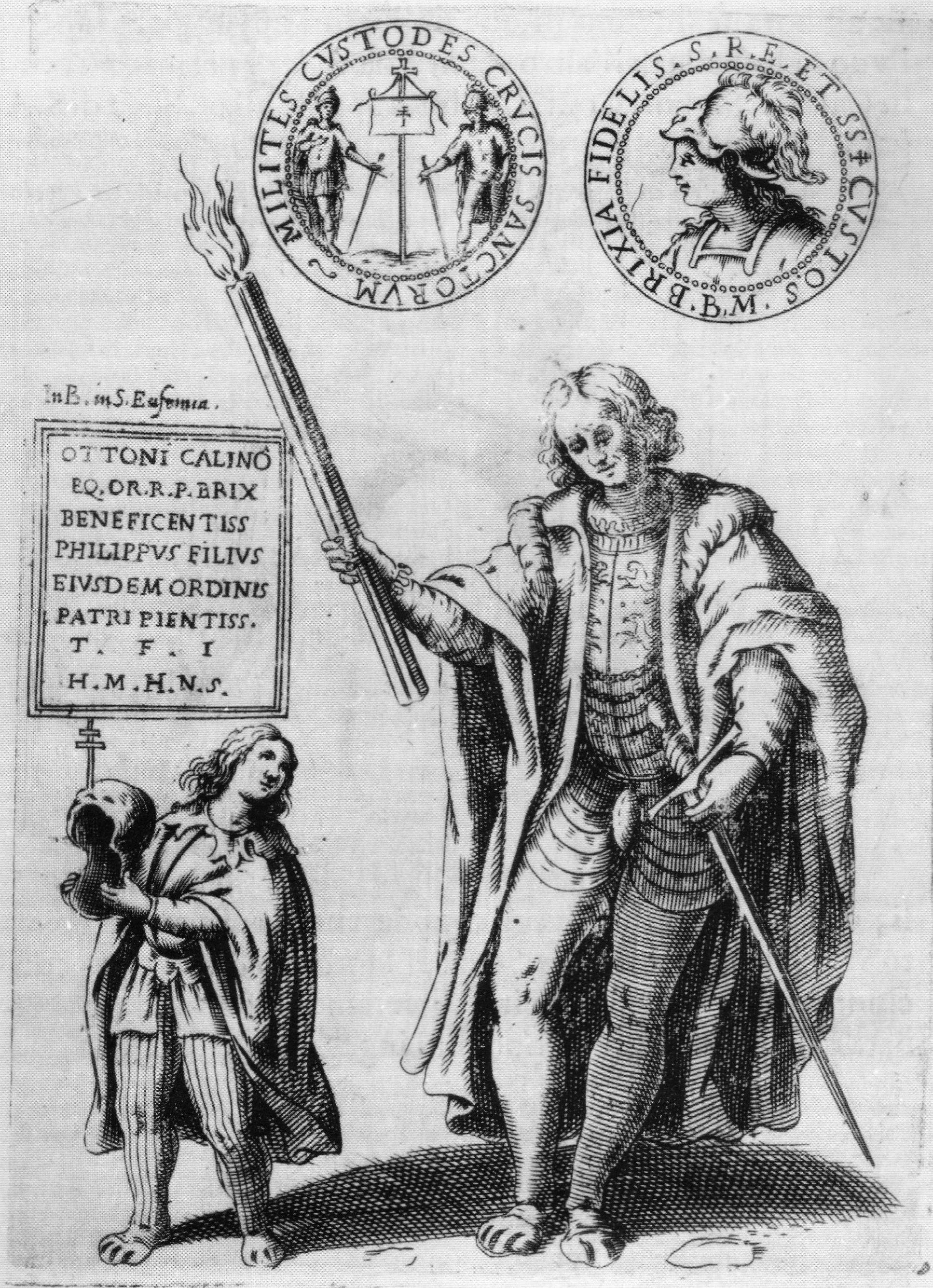
Ottavio Rossi, frontespizio de Le Memorie Bresciane, opera historica, e simbolica, incisione, 1616[63].
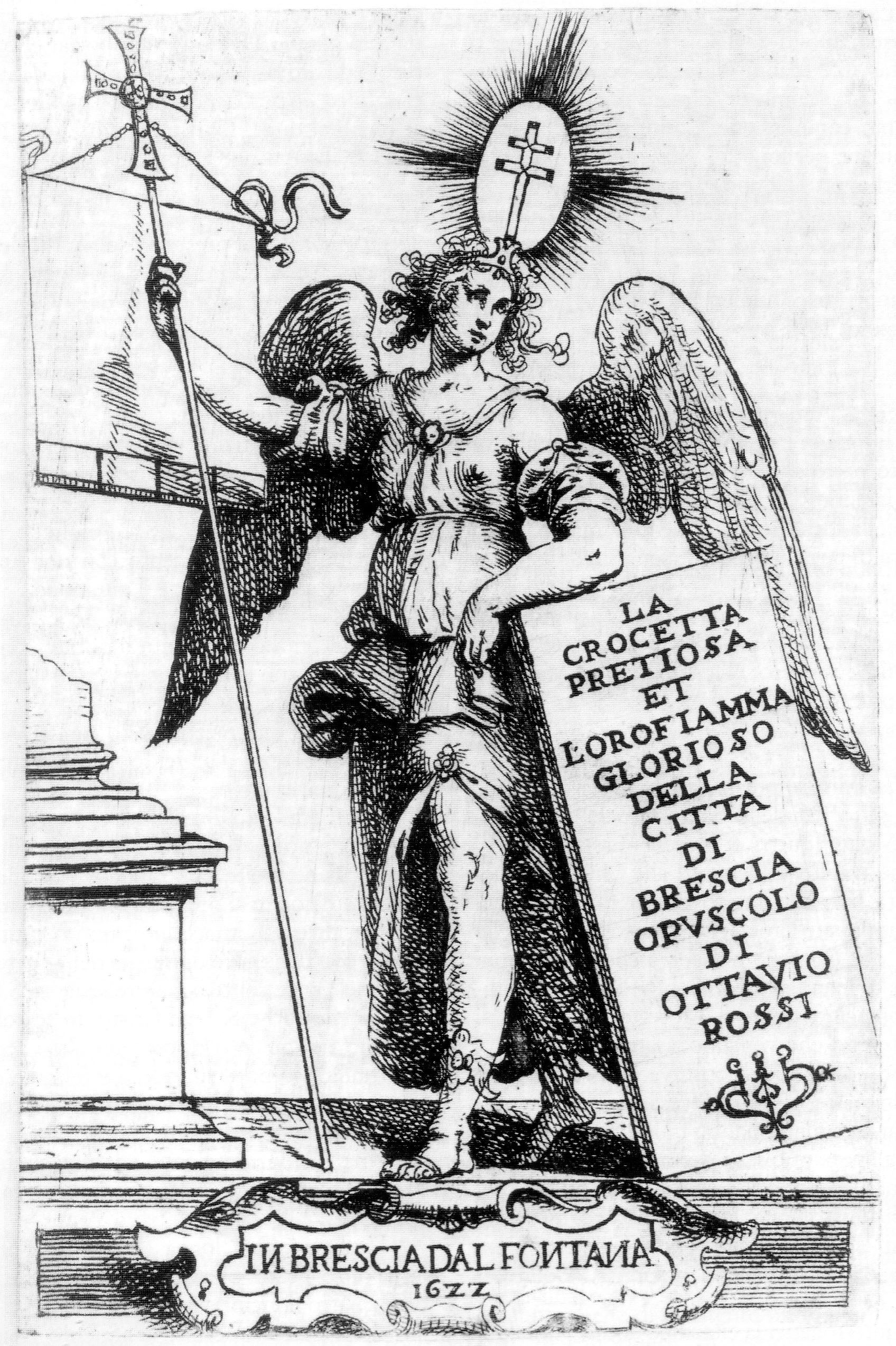
Ottavio Rossi, frontespizio de La Crocetta Pretiosa et l'Orifiamma Glorioso della Città di Brescia, incisione, 1622[64].
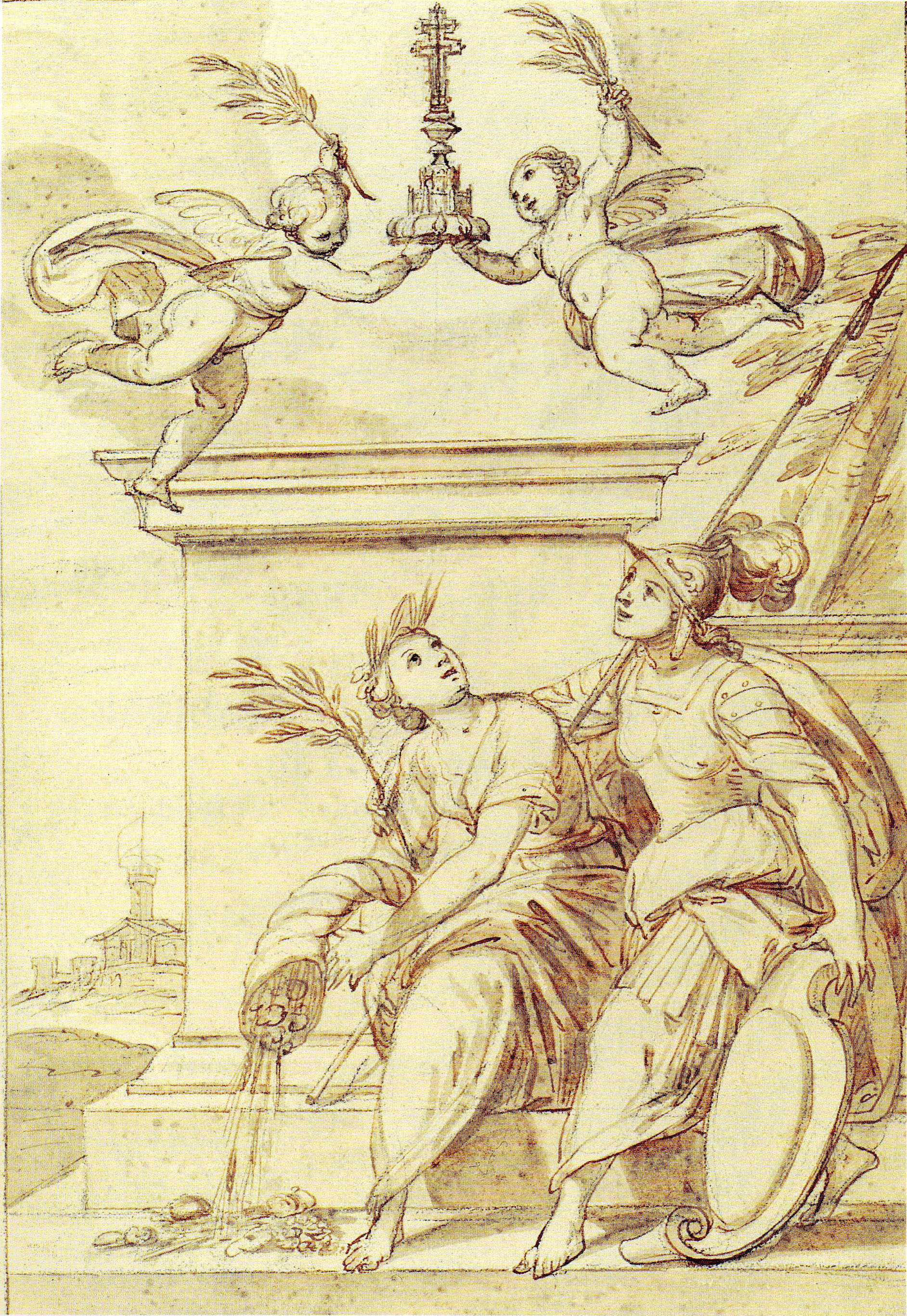
Francesco Paglia, Brescia armata e la Pace protette dalla Santa Croce, penna e acquerello su carta, 1683[65].
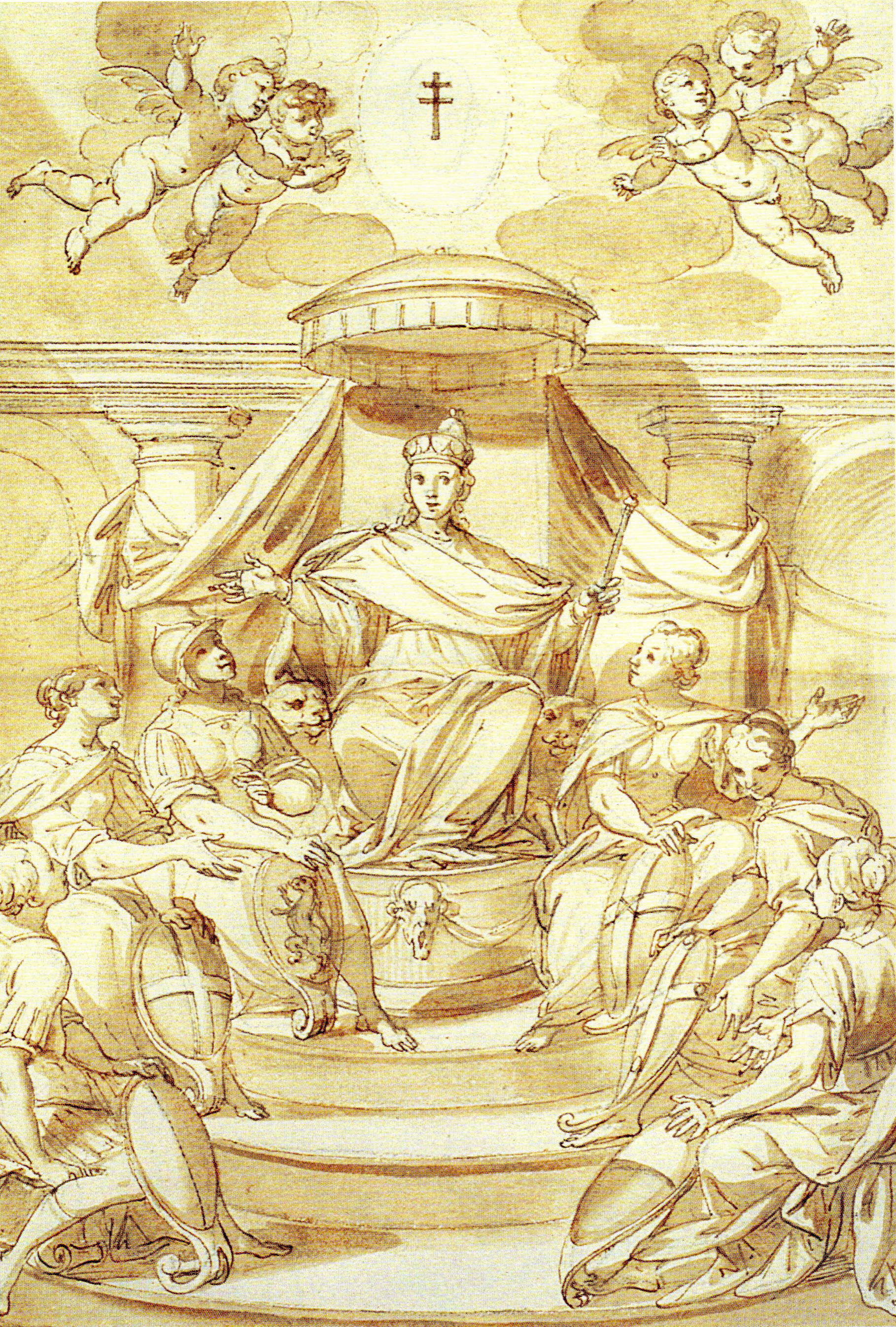
Francesco Paglia, Venezia onorata da Brescia e dalle città della Repubblica, penna e acquerello su carta, 1683[66].
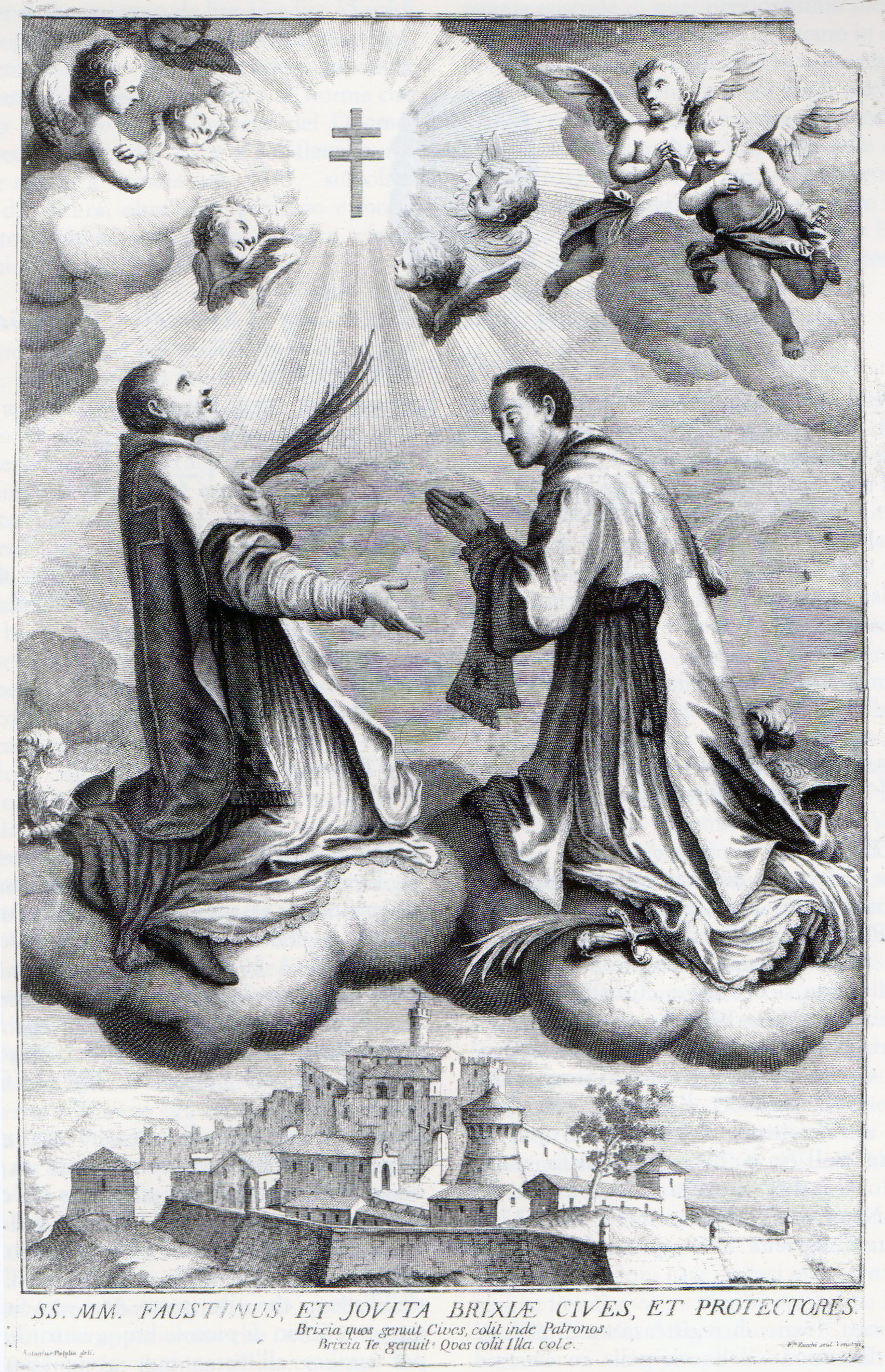
SS.MM. Faustinus et Jovita Brixiae et Protectores, incisione, 1750 circa[67].
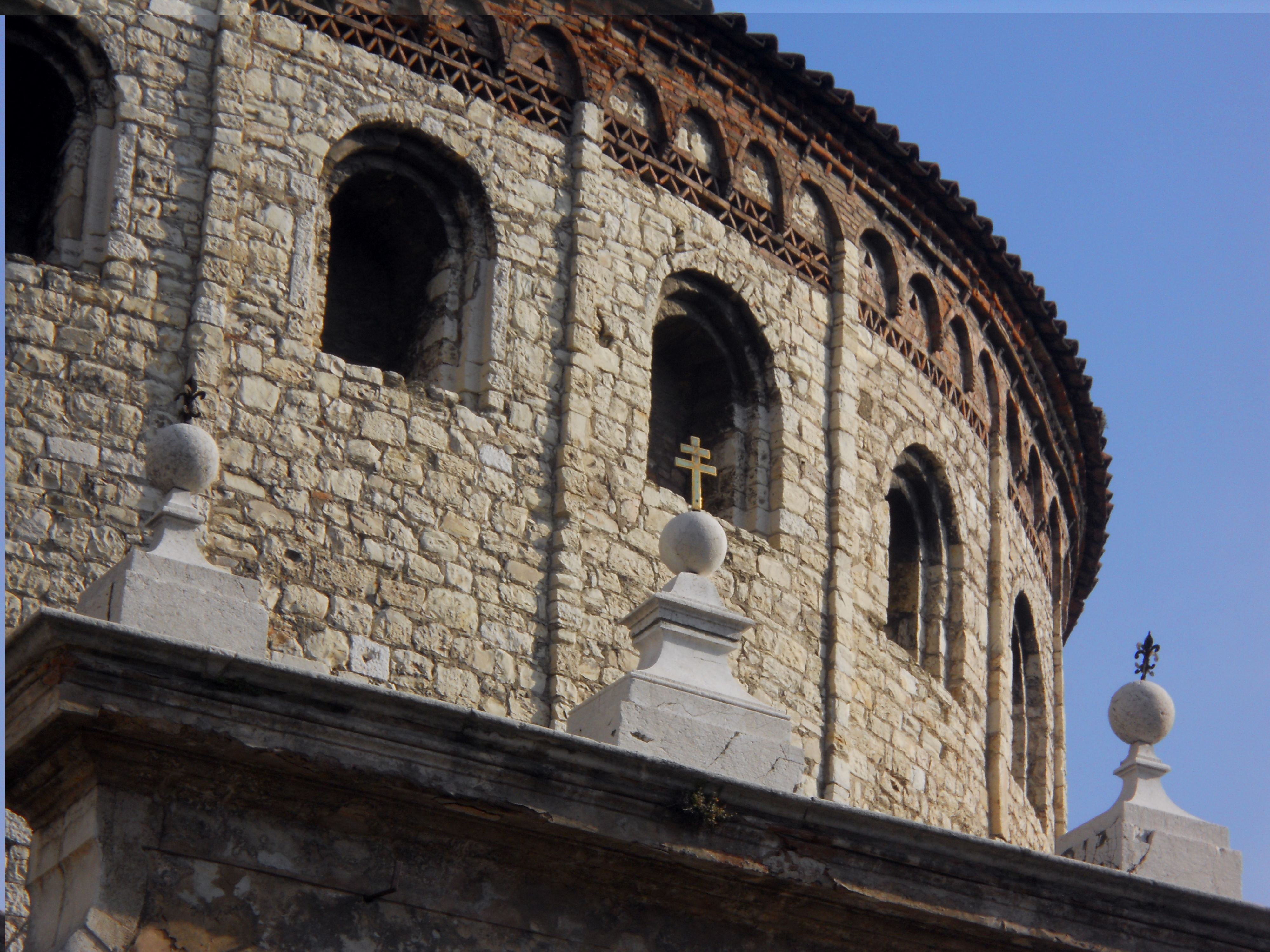
Riproduzione della Reliquia Insigne sul portale d'ingresso al Duomo vecchio.
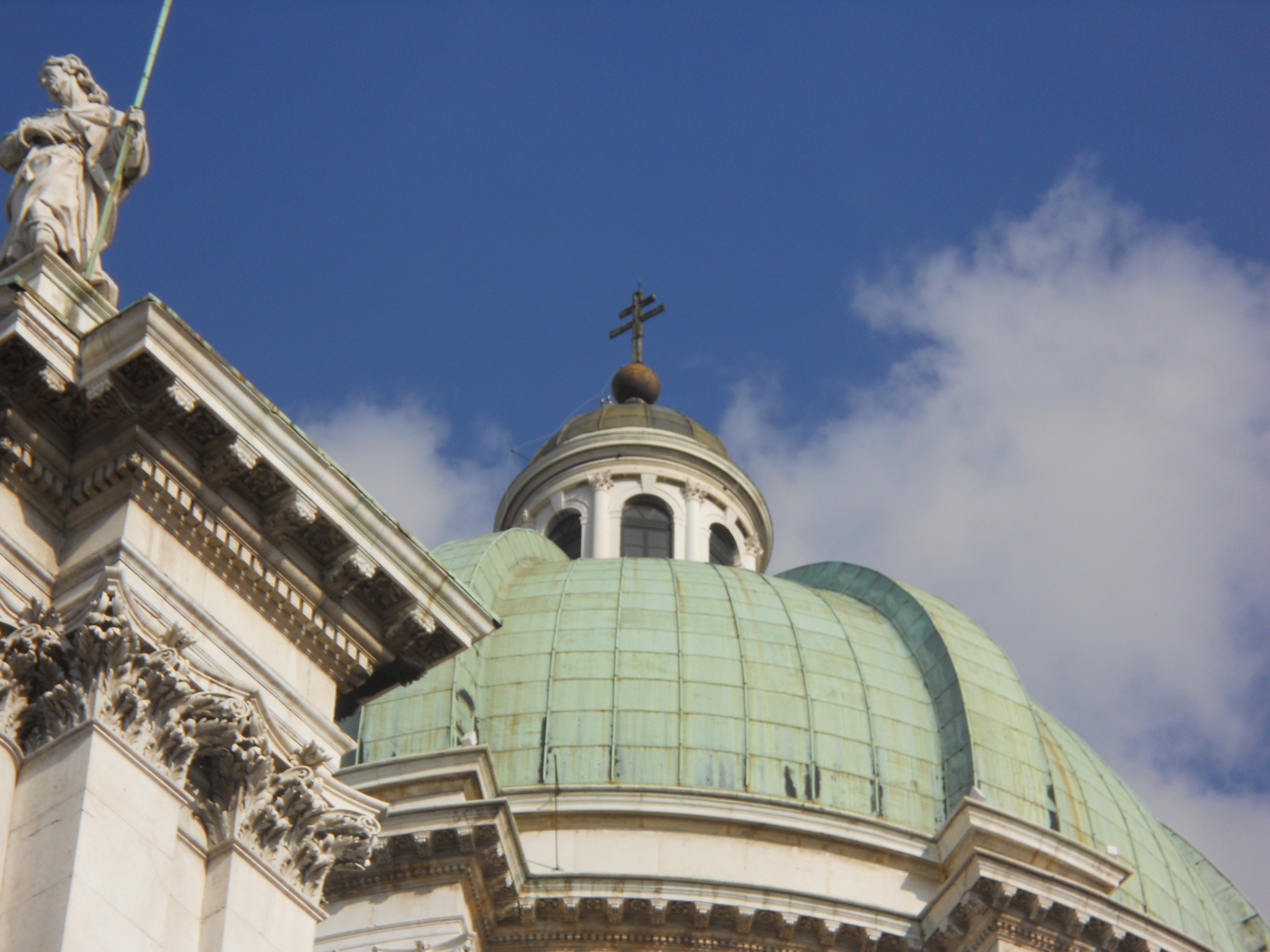
Croce a doppia traversa in cima alla cupola del Duomo nuovo.

### La stauroteca

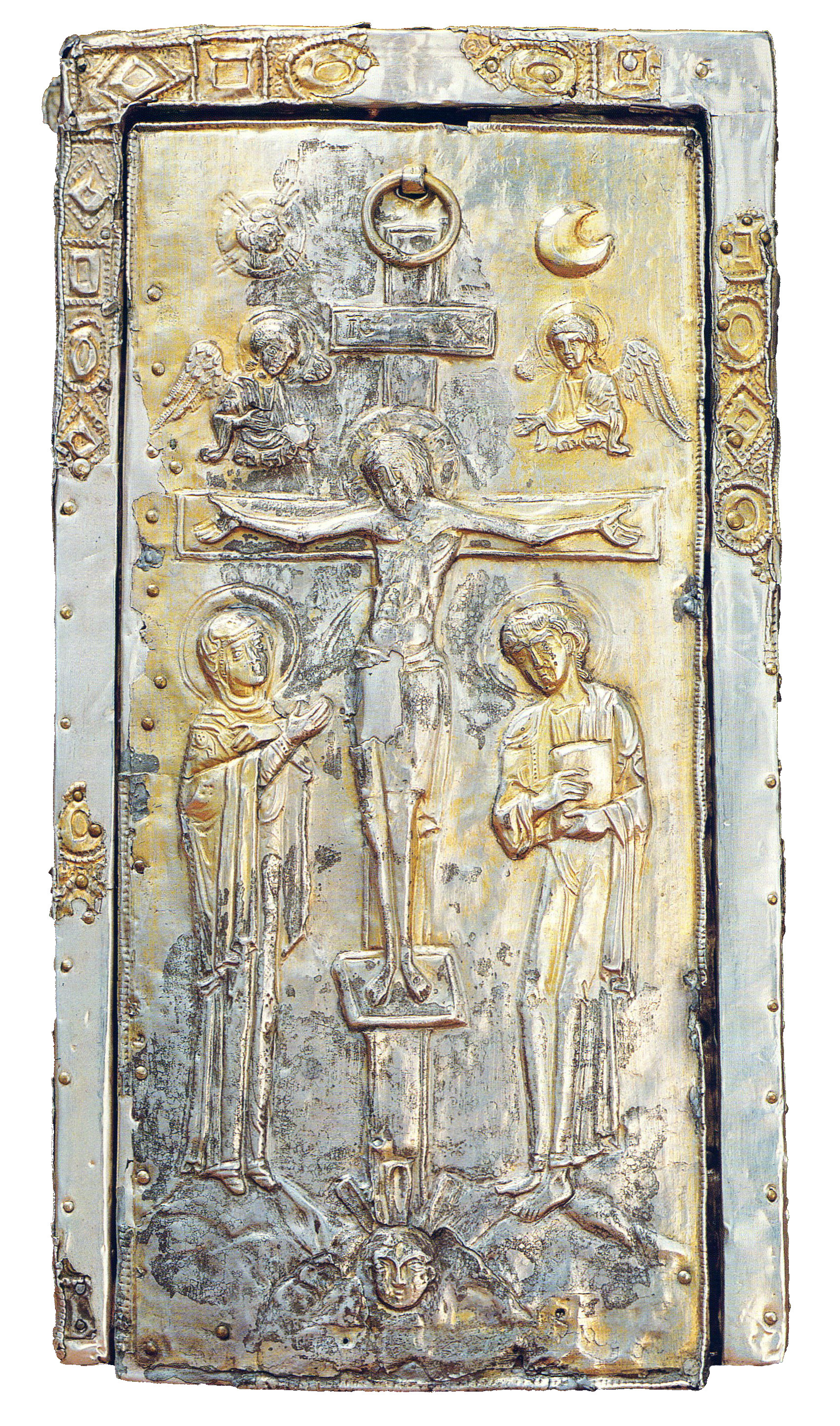
La stauroteca chiusa.

#### Descrizione
La stauroteca è il cofanetto che fece da custodia alla Reliquia Insigne fino al 1532, quando questa fu trasferita nel nuovo reliquiario. Si tratta di una teca rettangolare, alta 17,8 centimetri, larga 9,5 e spessa tre, in legno ricoperto da una sottile lamina d'argento puro in origine dorata a mercurio su ogni superficie, anche se della patina d'oro restano solo sfumati accenni. La lamina ricopre ogni superficie del cofanetto: il coperchio, l'interno e i quattro lati di contorno. La decorazione che caratterizza la stauroteca è ricca di simboli religiosi, il cui tema principale verte sulla crocifissione di Gesù. Da notare che non si tratta di una vera e propria lavorazione a sbalzo, poiché la lamina non fu lavorata picchiettandola dal retro, bensì fu forzata utilizzando ferri e pietre.
Un bordo cinge su tre lati il coperchio (il quarto è collegato con l'interno della teca) diviso da sottili cordoncini in riquadri occupati alternatamente, ma senza una rigida successione, da motivi decorativi quadrati, a rombo o ovoidali, a loro volta racchiusi in un cordoncino. Il motivo imita efficacemente un giro di pietre incastonate, ma è andato in gran parte perduto. Sul coperchio è raffigurata la scena della crocifissione: nel centro domina la croce lignea sul quale è inchiodato Gesù, con aureola crociata attorno al capo reclinato a sinistra e un panno legato attorno ai fianchi. Le gambe scendono parallele e i piedi sono inchiodati separatamente su un suppedaneo quadrato.
A sinistra è posta Maria con il volto esprimente dolore, mentre a destra si trova San Giovanni con il libro dei Vangeli stretto al petto, entrambi riccamente abbigliati. Sia la croce, sia le due figure laterali sono poste in cima a montagnole piramidali e quella centrale, dalla quale si alza il crocifisso, presenta alla base il volto di un uomo ad occhi chiusi con tre legni conficcati nella testa. Costui è identificabile con Adamo, simbolo della moltitudine dei giusti resuscitati al momento della morte di Gesù. Al sommo della croce è appeso il titulus crucis con l'iscrizione "IC XC", cioè Iésus Christós, completando l'iconografia della croce a doppia trasversa. Sopra il braccio orizzontale della croce, ai lati del titulus, sono raffigurati due angeli a mezzo busto con ali e tunica e un velo tra le mani, in atteggiamento di dolorosa venerazione. Al di sopra, in ricordo dell'eclissi solare avvenuta alla morte di Gesù, vi sono il Sole a sinistra, raffigurato come un disco raggiato, e una mezzaluna e destra, simbolo della Luna. Sulla cima della croce, infine, è fissato l'anello che permette di aprire il cofanetto. La stauroteca è apribile sfilando verso il basso il coperchio, che scorre lungo due guide.
All'interno della teca è incavata la sede della reliquia che ripete la forma a croce patriarcale, ricoperta di velluto rosso. Attorno all'incavo rimangono quattro settori pieni: i due riquadri rettangolari inferiori sono decorati con le figure di Costantino a sinistra e di Flavia Giulia Elena a destra, frontali, rigide e assorte. I due imperatori si ergono su montagnole piramidali appena abbozzate e sono raffigurati entro sontuose vesti gemmate, eseguite in profondo dettaglio. A fianco delle due figure sono iscritti, in lingua greca, i rispettivi nomi: "AKOCT / ANTINC" per Costantino e "HAΓIAE / ΛENH" per Elena (la prima "A" di Costantino è inscritta in un cerchio). Fanno da base ai due imperatori due cornici decorate a fogliami e palmette contrapposti, mentre in alto, fra gli incavi che ospitano i bracci trasversali della croce, sono posti due angeli che ripetono quelli sul coperchio. La costa del cofanetto, infine, è decorata da una successione di medaglioni circolari con motivo floreale interno, ma non si è conservata nella sua interezza.

#### Stile
La lavorazione a sottile sbalzo dell'argento è da ritenersi stilisticamente conforme alla tradizione artistica lombarda dell'XI secolo, con numerosi elementi bizantini e richiami all'arte ottoniana del periodo. Molto forti sono i contatti con la coperta del perduto evangeliario di Ariberto da Intimiano di Monza, mentre altri richiami, specie nell'incorniciatura a finte pietre incastonate, si hanno con l'evangeliario sempre di Ariberto conservato nel tesoro del Duomo di Milano, entrambe opere lombarde dell'XI secolo. Altre somiglianze si hanno con la copertina del Liber Evangeliorum nella Biblioteca Capitolare di Vercelli, nuovamente di arte lombarda della seconda metà dell'XI secolo per la composizione generale delle cornici e dei cordoli.
Ancora più notevoli sono le affinità con la stauroteca conservata nella Galleria Nazionale delle Marche di Urbino proveniente dal monastero di Fonte Avellana, con la quale la stauroteca di Brescia condivide l'accentuato bizantinismo. Mentre la stauroteca di Urbino si presenta, però, più raffinata e dotata di un maggiore senso di stilizzazione, quella di Brescia si caratterizza per un più evidente espressionismo dato dal modellato, dal contorno mosso delle figure e dalla resa psicologica dei sentimenti. Si tratta pertanto di elementi che testimoniano un'influenza post-ottoniana su maestranze lombarde che lavorano con basi bizantine, clima artistico entro il quale la stauroteca di Brescia è stata prodotta.

#### Altre immagini

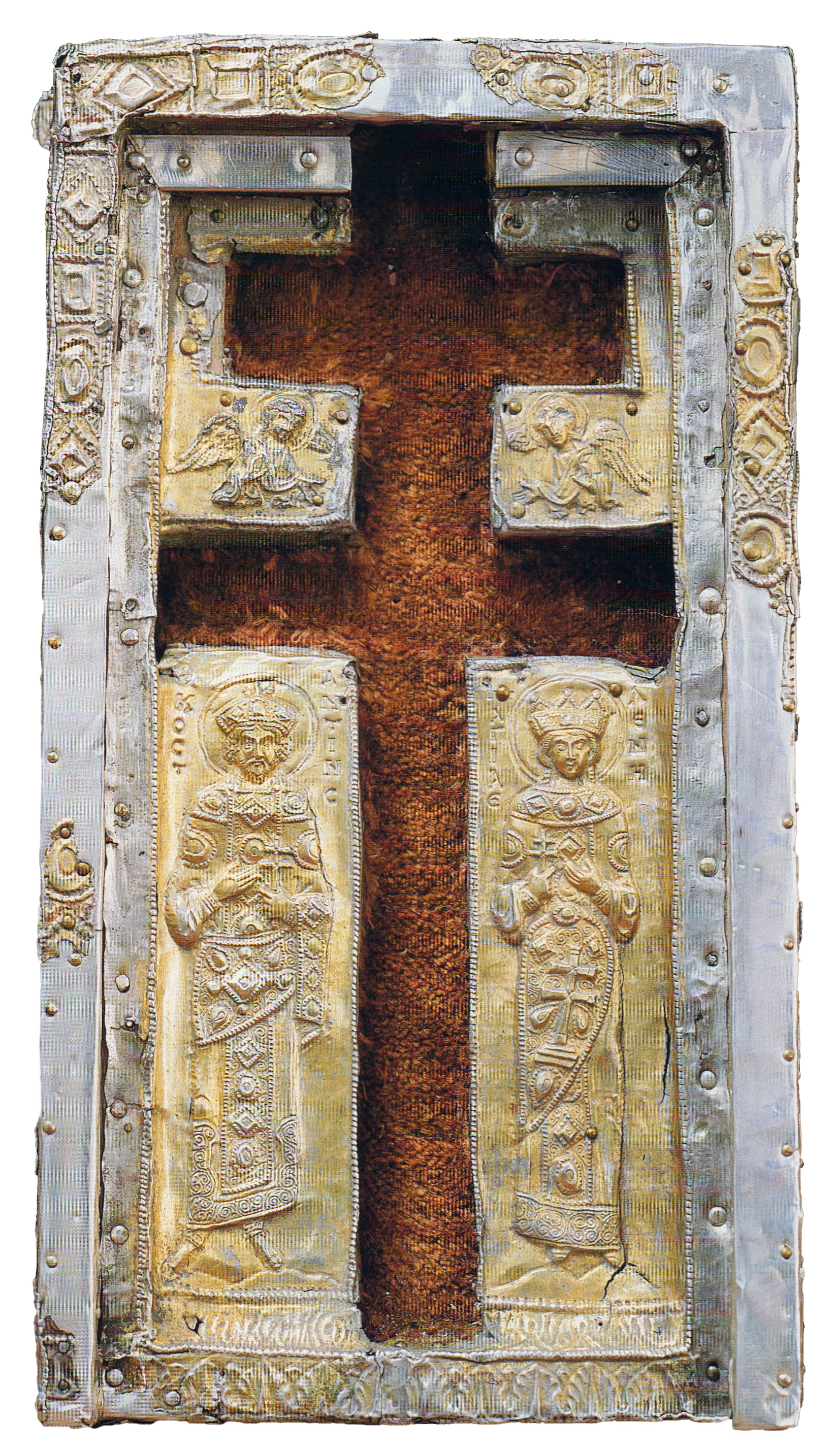
La stauroteca aperta.
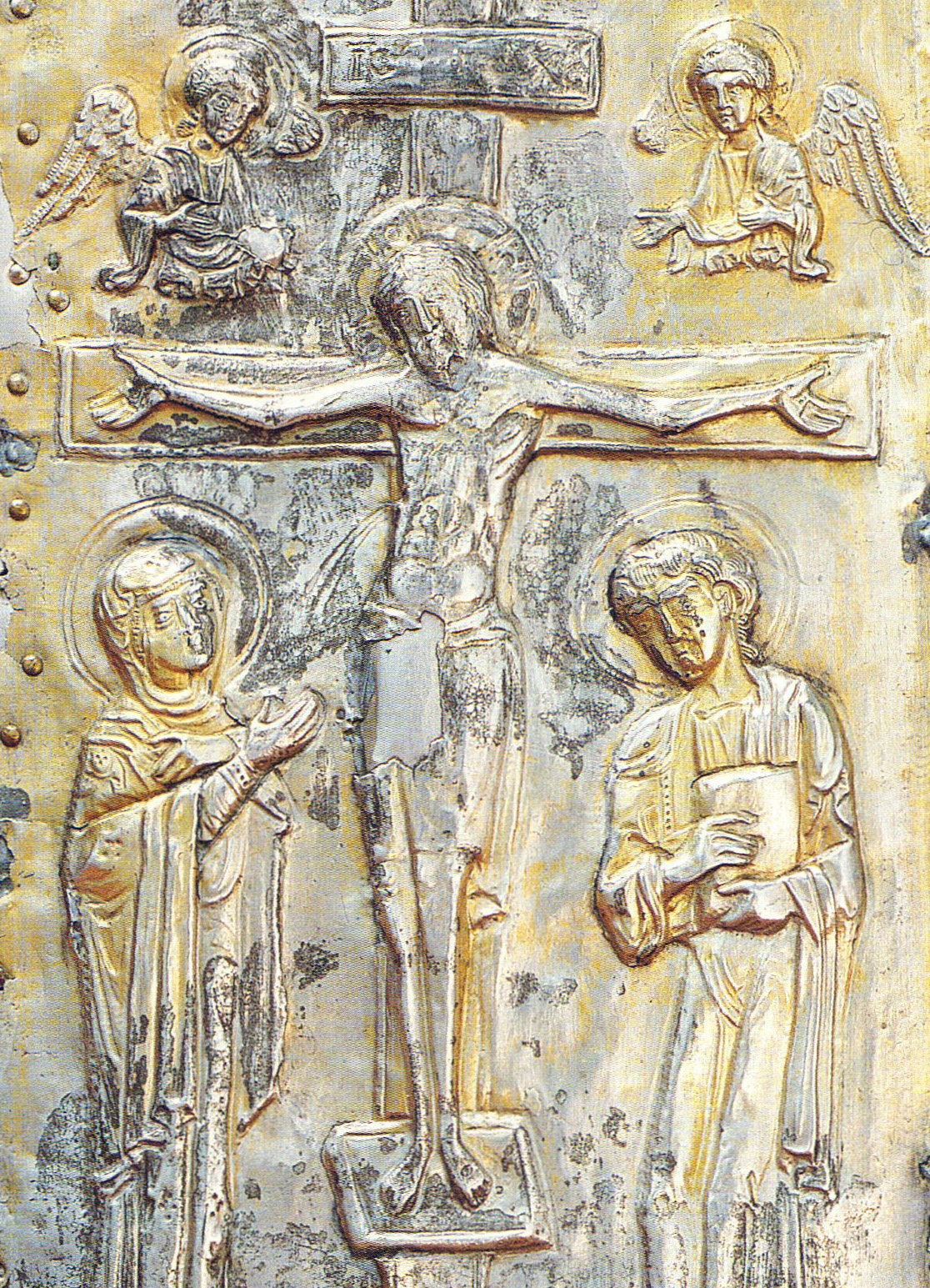
Dettaglio della Crocifissione.
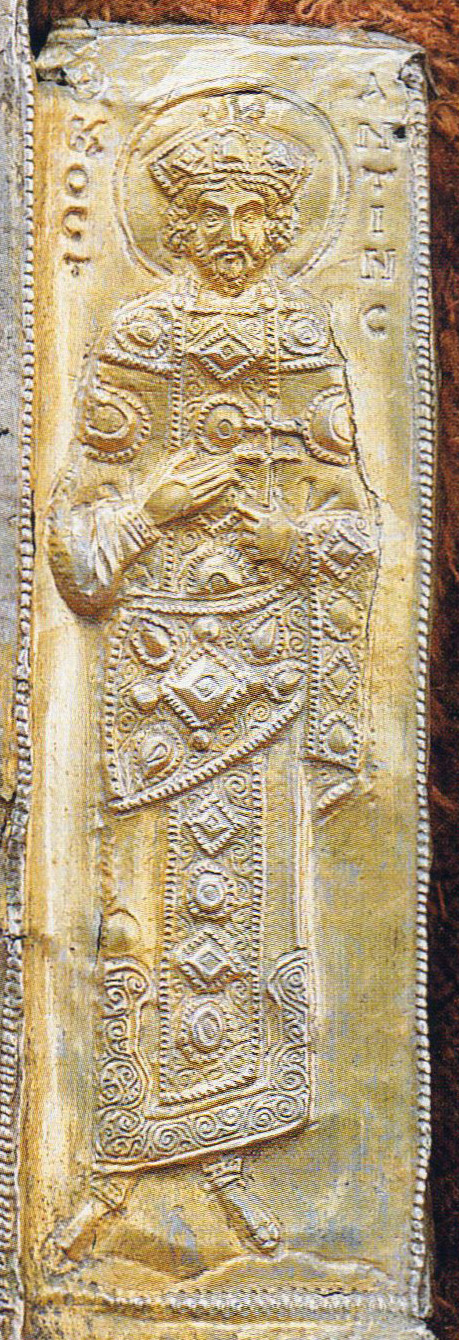
Dettaglio di Costantino.
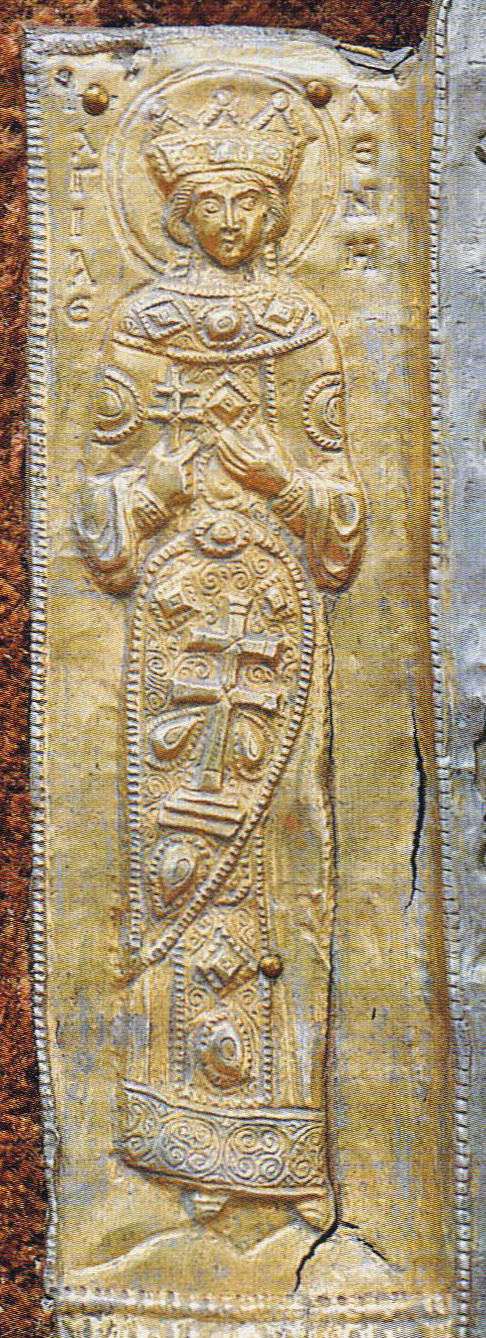
Dettaglio di Elena.
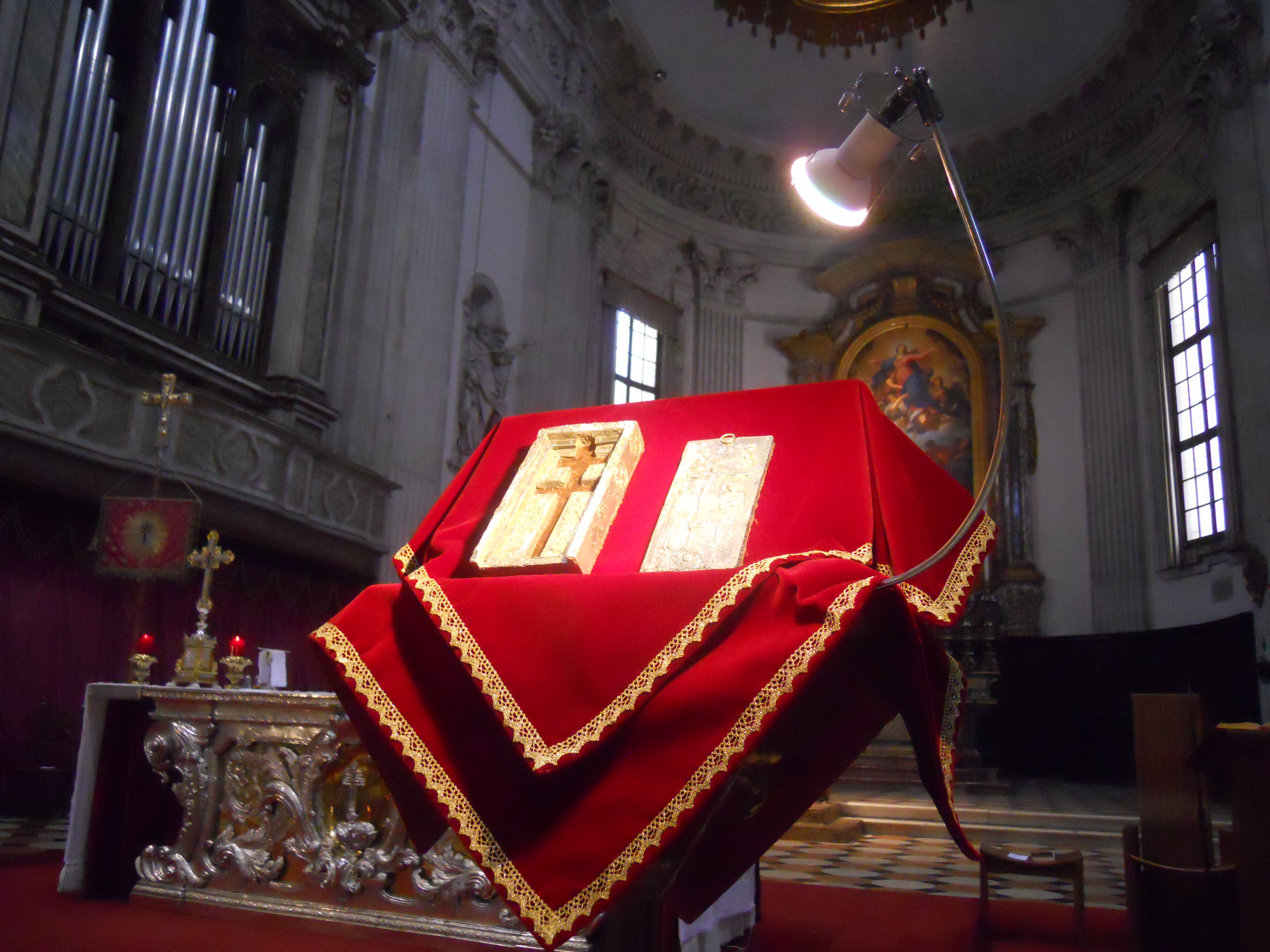
La stauroteca esposta nel Duomo nuovo.

### Il reliquiario

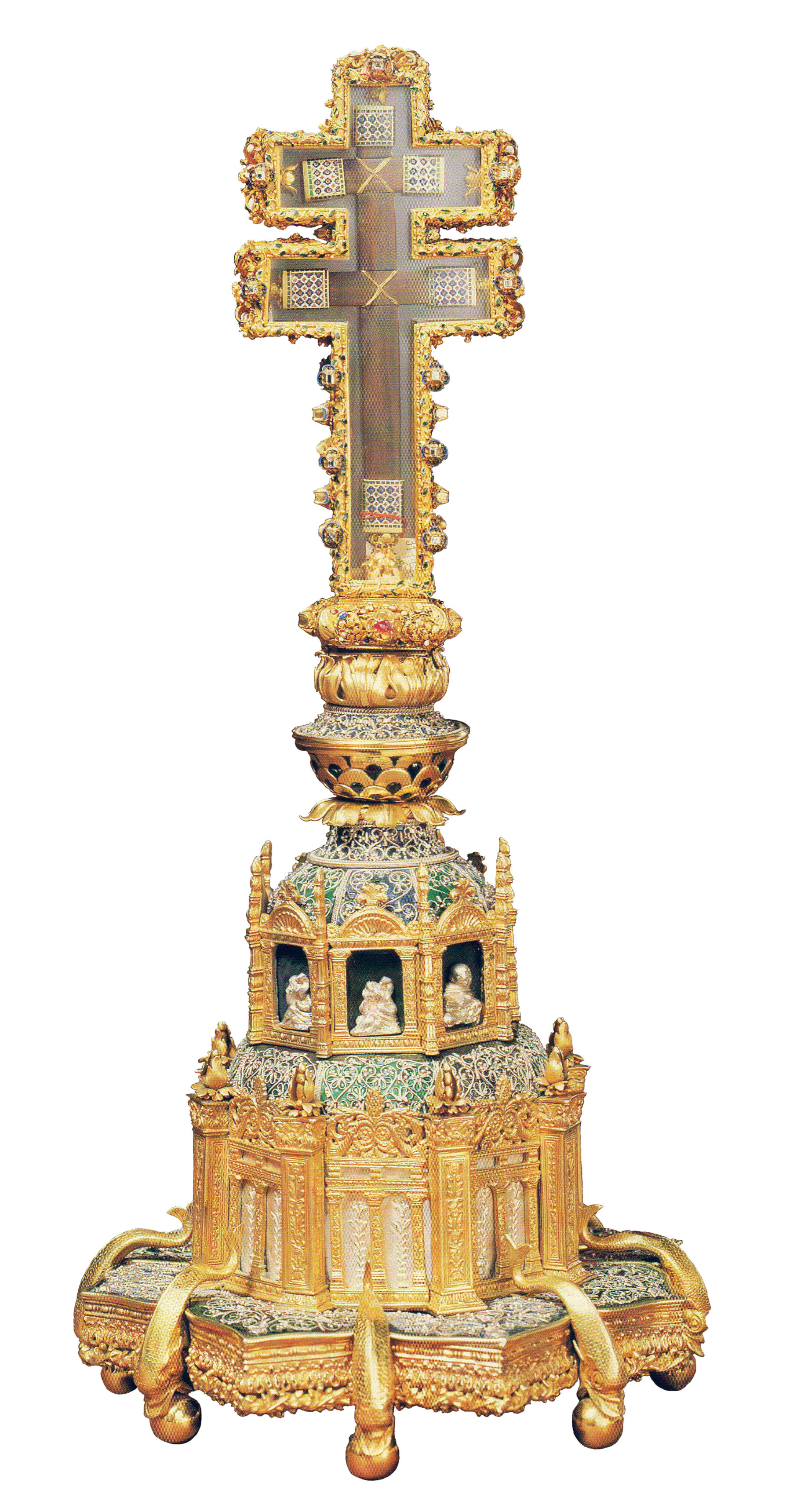
Il reliquiario della Santa Croce.

#### Descrizione
Il grande reliquiario dorato è la custodia della Reliquia Insigne dal 1532, quando fu aggiunta la teca superiore. Il piedistallo inferiore, come detto, fu invece realizzato nella seconda metà del Quattrocento da Bernardino delle Croci come supporto della reliquia durante le processioni. Si tratta di una finissima opera di scultura e gioielleria alta 44,5 centimetri e larga 21,5 alla base, realizzata in oro, argento e smalti, il tutto tempestato da svariate gemme e materiali preziosi.
L'opera, completamente lavorata a fusione, poggia su otto sfere d'oro tenute da bocche di delfini che scendono da sopra, collocate al centro dei lati concavi della base ottagonale mistilinea adornata con motivi a fogliami e con modanature ad astragali e perline. Il primo ripiano di base è suddiviso in otto spicchi ad arco inflesso alternatamente decorati da smalto blu e verde, a sua volta ricoperto da un fitto ricamo di filigrana d'argento raffigurante, su ogni spicchio, un'anfora sullo spigolo esterno dalla quale si dipartono simmetrici rami a girali con palline d'argento. Su questa base è impostato il primo alzato ottagonale, inquadrato agli spigoli da ricche lesene di ordine corinzio molto aggettate e ornate da candelabre, sulla cui sommità si innalzano pinnacoli a forma di fiore lavorati a cesello. Su ogni lato dell'ottagono si aprono bifore architravate sormontate da cimase con cornucopie, fogliami, rosette e pigna centrale. Le stesse lesene delle bifore sono decorate da candelabre, astragali e dentelli, mentre su ogni fondo argentato vi è un'anfora con ramoscello verticale e fiore di giglio all'estremità. Questo primo livello ottagonale è coronato da una porzione di calotta emisferica anch'essa divisa in scomparti smaltati decorati come alla base.
Sulla calotta si imposta il secondo livello che ripete per forma e tipologia quello sottostante, ma le lesene angolari e i relativi pinnacoli sono più ricchi e compositi per l'alternarsi di elementi architettonici e floreali. Le nicchie non sono più a bifora ma presentano solamente due lesene laterali con architrave superiore, completato da una cimasa semicircolare con conchiglia centrale e palmetta a coronamento. All'interno delle nicchie, leggermente concave e smaltate di verde molto cupo, spiccano figurette a mezzo busto in argento, a fusione piena: sei sono identificabili come profeti poiché recano cartigli, mentre due raffigurano vecchi con la barba e un grosso volume aperto tra le mani, forse Apostoli. Anche il secondo livello si conclude con una calotta emisferica smaltata, identica alla sottostante per alternanza di smalti e ricamo in filigrana. Al centro della calotta, da un anello pure decorato a filigrana, nasce una serie di foglie dalle quali si innalza un calice con superficie rivestita da un motivo a squame e la parte superiore rivestita nuovamente di filigrana. Da questo esce un cespo di foglie di acanto che racchiude il foro dove in origine si inseriva la reliquia in esposizione, chiuso da una vite a capocchia decorata quando quest'ultima era rimossa. Termina qui il piedistallo di Bernardino delle Croci, completato in seguito con la teca di Giovanni Maria Mondella commissionata nel 1533.
La teca, a forma di croce a doppia traversa come la reliquia, è costituita da due cristalli di quarzo molto spessi, incorniciati in oro. La costolatura, che circonda e serra le due lastre di quarzo, è un lavoro in oro puro (1000/1000) in parte eseguito a cesello, sui fianchi, e in parte a fusione, nei decori sulle testate dei bracci. Il perimetro è adorno di un continuo ramo di vite con fittissimo fogliame e grappoli d'uva dove sono posati, con regolare successione, fiori quadrilobati smaltati di rosso, verde e blu con un diamante a taglio quadrato incastonato al centro, mentre altre capocchie con diamante ornano la costa. In totale, si contano ventotto tra fiori e capocchie con incastonati altrettanti diamanti, più quattro perle nei fiori su ognuna delle testate dei due bracci orizzontali. La teca poggia su un anello di sicurezza, che concorre all'apertura della teca stessa, formato da un lastrone quadrato in oro massiccio decorato a fogliami smaltati in rosso e verde con un rubino al centro su ogni lato. All'interno della teca vi sono infine sei calici in oro a forma di giglio che reggono la reliquia alle testate dei bracci.
Le due parti del reliquiario conservano ancora le firme degli autori: sul fondo del piedistallo è leggibile la firma di Bernardino delle Croci con l'iscrizione ". BER'. PARA. ARG. OPERA.", mentre sotto l'anello di sicurezza della teca vi è quella del Mondella, ". 10. M. MONDELLA. AURIF. FECIT".

#### Stile

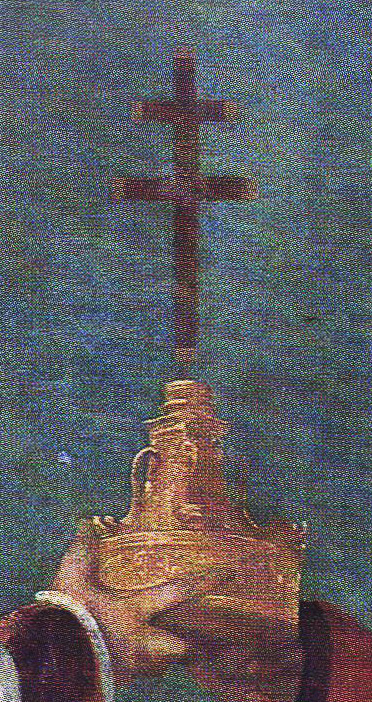
Il piedistallo di Bernardino delle Croci nello Stendardo delle Sante Croci del Moretto.

La differenza stilistica e di artefice tra il piedistallo e la teca appare evidente, anche dal punto di vista dei materiali e della tecnica d'esecuzione. Nel piedistallo vige un nobile senso costruttivo: la decorazione, comunque ricchissima ma molto minuta, è solo un'aggiunta al predominante concetto architettonico mutuato dalle chiese a pianta centrale, dal significato spirituale già molto in voga nel centro Italia dell'epoca e che stava sviluppandosi con sempre maggiore vitalità anche in territorio lombardo. La lavorazione è minuziosa, sottile, tipica del gusto decorativo che caratterizza il Rinascimento lombardo, ma non riesce a distogliere l'attenzione dallo schema architettonico. Nel reliquiario del Delle Croci permane comunque qualche elemento goticizzante, rilevabile nei vari pinnacoli, specie in quelli del secondo livello, e nella concezione generale delle parti architettoniche, nient'altro che una pura traduzione formale delle bifore gotiche e delle cuspidi tranquillamente utilizzate in opere coeve (se non addirittura più tarde) quali la Croce di San Faustino o il reliquiario delle Sante Spine. L'opera, pertanto, si pone qualitativamente come una delle maggiori realizzazioni dell'oreficeria lombarda proto-rinascimentale.
Nella teca del Mondella, al contrario, appare prevalente l'elemento decorativo: la concezione architettonica decade per essere sostituita da una visione unicamente pittorica, un ricco preziosismo raffinato, oltretutto perfetto dal lato tecnico. Nella teca è inoltre dispiegato l'utilizzo di gemme preziose (ventotto diamanti, sedici perle e quattro rubini) e il pezzo è realizzato completamente in oro puro, al contrario dell'argento dorato del piedistallo. Nonostante queste differenze stilistiche, comunque, le due parti sono fra loro concordi e si legano ugualmente bene in un'unità che, a una visione complessiva, appare reale.
Per quanto riguarda il piedistallo, infine, si può osservare che i delfini alla base sono vuoti all'interno e sono lavorati a cesello, mentre in corrispondenza delle sfere, sul fondo del reliquiario, sono presenti sei fori. Ciò porterebbe alla conclusione che sia i delfini, sia le palline siano posteriori e che, in origine, vi fosse un altro tipo di sostegno. Il resto del piedistallo, infatti, è completamente lavorato a fusione, come detto precedentemente, mentre non si troverebbe altra giustificazione nei sei fori sotto il piedistallo se non quella di un rifacimento dei sostegni. Si conserva, al riguardo della questione, un atto di pagamento, datato 17 aprile 1517, in cui la Compagnia dei Custodi salda un "restauro dello zoccolo" del piedistallo eseguito per riportarlo in "bona et laudabili forma", intervento identificabile con questa supposta revisione del basamento. Eloquente, inoltre, è ancora la riproduzione del reliquiario visibile nello Stendardo delle Sante Croci del Moretto che, dipinto nel 1520, pare stilizzare la presenza dei delfini.
Si conserva, ed è tuttora utilizzato, il cofano di custodia del reliquiario dove riporlo quando il tesoro non è esposto, chiuso all'interno della cassaforte della cappella delle Sante Croci. È il cofano originale del Quattrocento, in legno, alto e a pianta esagonale, con la maniglia, i cardini e i ganci dell'epoca. Aggiunte settecentesche sono invece le bordure sugli spigoli, in metallo dorato, e il rivestimento esterno in stoffa rossa. Il cofano, in passato, doveva essere tenuto in non poca considerazione se, in un resoconto del cerimoniale di apertura del tesoro redatto nel 1683, viene definito "il Santo Deposito, ò vogliam dire Santuario".

#### Altre immagini

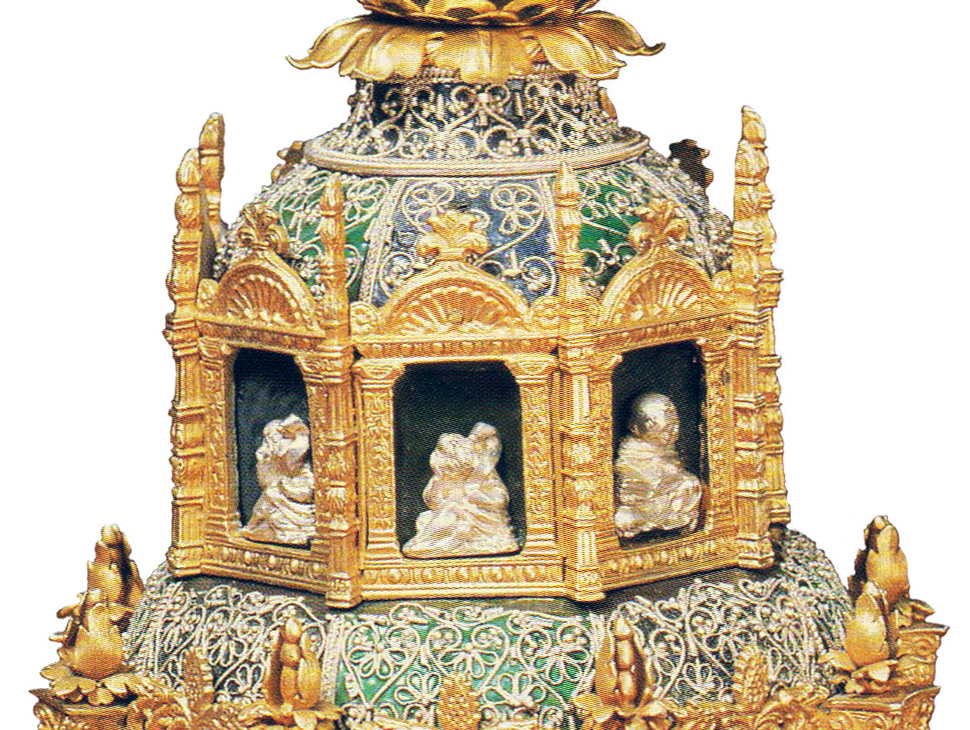
Dettaglio del secondo livello con i busti in argento.
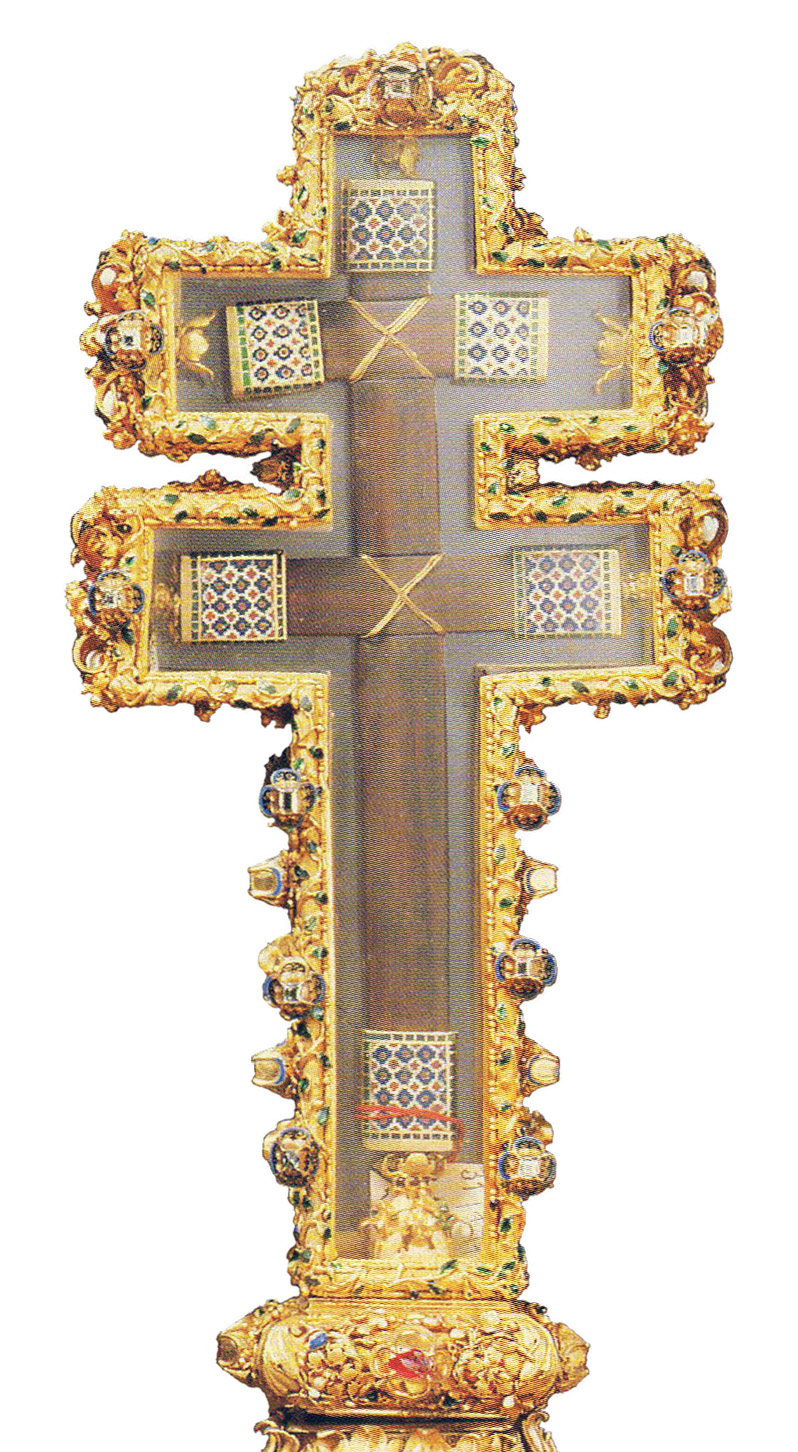
La teca di Giovanni Maria Mondella.
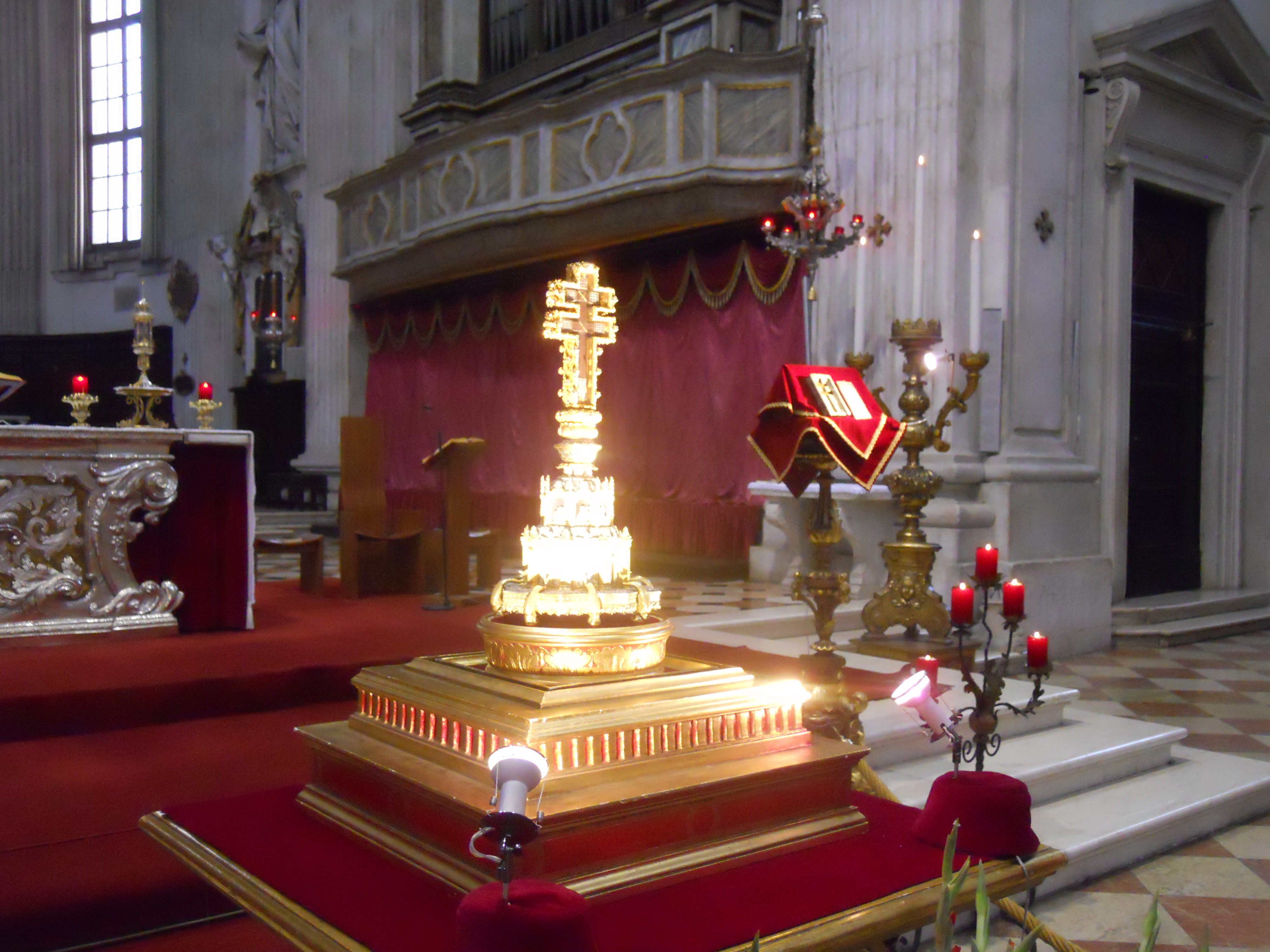
Il reliquiario esposto nel Duomo nuovo.

### La Croce del Campo

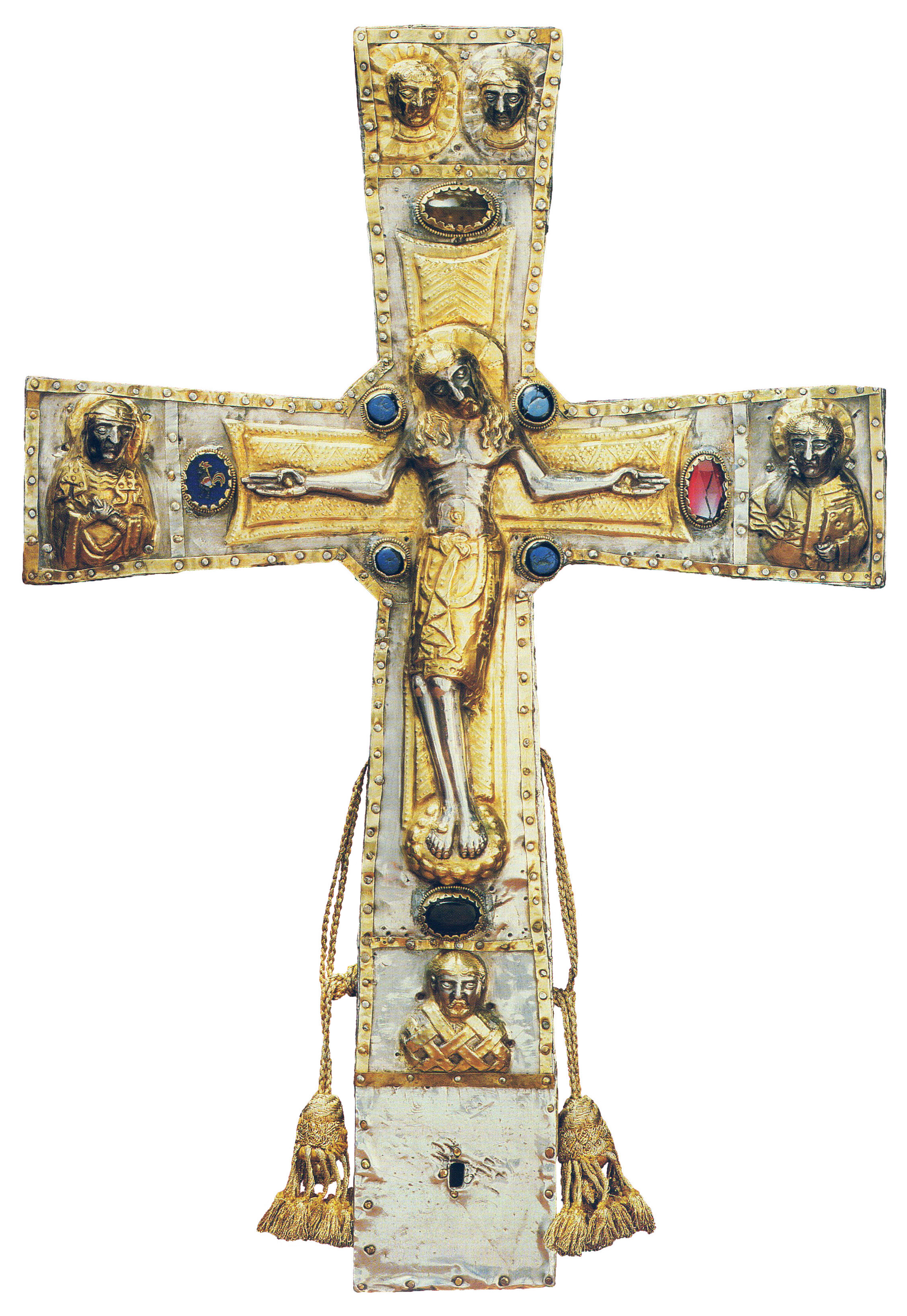
La Croce del Campo (fronte).

#### Descrizione
La Croce del Campo, nota anche come Croce dell'Orifiamma, è una croce greca con bracci lievemente espansi alle estremità, con un prolungamento sul braccio inferiore che la rende una croce latina. È alta 42 centimetri, larga 28,5 e spessa 5, costituita da un'anima in legno di noce interamente rivestito da una lamina d'argento puro con bordi in argento dorato fissati da chiodini. Su un lato i bracci sono raccordati da un disco, sull'altro da brevi tratti diagonali. Il tutto è adornato da gemme incastonate e da figure lavorate in forte rilievo nella lamina d'argento.
Sul fronte si trova la figura in rilievo di Gesù, affisso a una croce di minore sbalzo ricoperta da un motivo unitario bulinato di punti e listelli. La testa è reclinata, le braccia leggermente piegate, le gambe parallele e i piedi inchiodati separatamente su un suppedaneo circolare. Ai fianchi è annodato un lungo panno. Nelle quattro estremità dei bracci vi sono, anch'esse a forte sbalzo, le altre figure chiave della Crocifissione di Gesù, similmente alla stauroteca: Maria a sinistra, san Giovanni a destra con il libro dei Vangeli al petto, il Sole e la Luna in alto, in questo caso personificati in due volti tra i quali, coerentemente, solo il primo è dorato. In basso, invece, è posto Adamo ravvolto nelle bende.
Sul retro della croce, le quattro braccia convergono in un tondo centrale, anch'esso bordato in oro, dove è posto l'Agnus Dei, lavorato a forte sbalzo. L'animale regge una croce che ripete la forma della stessa Croce del Campo, mentre la testa è circondata da un'aureola, il tutto secondo la tradizionale simbologia. Non sono presenti altri rilievi su questo lato. La Croce è fissata su un basamento in legno rivestito d'argento, cavo all'interno, dove veniva infilata la sommità di un'asta e quindi, una volta assicurata con un ferro fatto passare tra i due fori centrali, eretta sul Carroccio. Dai lati pendono due cordoni con nappe che, stando ad Andrea Valentini, sono stati aggiunti nel 1837.

#### Stile
La datazione della Croce del Campo è stato argomento di ampia discussione per tutto l'Ottocento e per buona parte del Novecento. I primi commentatori ottocenteschi (Giuseppe Brunati, Alessandro Sala, Federico Odorici e altri) assegnavano la croce a un orefice lombardo della fine del XII secolo o dell'inizio del XIII. Adolfo Venturi, nel 1904, la dice similmente opera di oreficeria dell'Italia settentrionale del XII secolo. Paolo Guerrini, nel 1924, ritorna alle proposte ottocentesche, mentre a partire dal commento di Antonio Morassi del 1939 la critica si assesta sulla conclusione condivisa che la croce sia opera lombarda del XII secolo.
Gaetano Panazza, nel 2001, ha proceduto a un confronto con altre opere del periodo, trovando analogie compositive con la Croce di Ariberto nel tesoro del Duomo di Milano e rilevando che in quest'ultima "la figura del Redentore sembra affondare nella croce, per il peso del corpo, con effetto simile a quello notato nella croce bresciana". Altre somiglianze si possono riscontrare nel motivo bulinato che ricopre il crocifisso della Croce del Campo con lo stesso motivo sullo sfondo del crocifisso del Duomo di Vercelli, nella coperta dell'Evangeliario di Ariberto nel tesoro del Duomo di Milano o in quella dell'Evangeliario di Matilde di Canossa, alla Morgan Library di New York, oppure ancora nella Pace di Chiavenna. Lo studioso conclude ritenendo la Croce del Campo un'opera di oreficeria lombarda della fine dell'XI secolo o dell'inizio del XII.

#### Schema delle gemme
|  | 1. Vetro giallo, castonatura a galleria. 2. Onice inciso con uccello trampoliere, privo della testa perché fratturato, castonatura a spagliazzo. 3. Onice inciso con uccello trampoliere, molto rovinato, castonatura a spagliazzo. 4. Onice inciso, illeggibile, castonatura a spagliazzo. 5. Onice inciso con uccello trampoliere, discretamente conservato, castonatura a spagliazzo. 6. Lapislazzuli ageminato in oro con smalti color rosso e bianco raffigurante un gallo, castonatura a galleria. 7. Vetro giallo scuro liscio, castonatura a galleria. 8. Vetro rossastro, non originale, castonatura a galleria. |

|  | 1. Agata, castonatura a spagliazzo. 2. Corniola, castonatura a spagliazzo. 3. Ametista chiara, castonatura a spagliazzo. Si tratta di un globo dimezzato con foro di passaggio per il filo di una collana o altro. Secondo Andrea Valentini è un'aggiunta del 1837. 4. Vetro verde, castonatura a galleria. 5. Corniola sanguigna, castonatura a spagliazzo. 6. Corniola incisa di epoca romana, I-III secolo, castonatura a spagliazzo. Vi è raffigurato, in lavorazione discreta, un uomo incoronato che indossa mantello e calzoni corti, appoggiato a un bastone con un cane davanti a sé, ritto sulle zampe posteriori. 7. Vetro color topazio, castonatura a spagliazzo. 8. Corniola, castonatura a galleria. 9. Onice inciso di epoca romana, I-III secolo, castonatura a spagliazzo. Vi è raffigurata una vittoria alata, molto simile a quella di Brescia ma con in mano un'asta tortile con un disco all'estremità superiore, dove si legge l'iscrizione "IVV.Q". 10. Amazzonite, castonatura a spagliazzo. 11. Amazzonite, castonatura a spagliazzo. 12. Agata, castonatura a spagliazzo. 13. Vetro verde, castonatura a galleria. 14. Vetro rosa, castonatura a spagliazzo. 15. Corniola incisa con cavallo marino, castonatura a spagliazzo. 16. Vetro verde, castonatura a spagliazzo. 17. Vetro color ametista, castonatura a galleria. 18. Corniola, castonatura a spagliazzo. 19. Onice striato con due ricci contrapposti incisi, castonatura a spagliazzo. 20. Corniola, castonatura a spagliazzo. 21. Corniola, castonatura a spagliazzo. |

#### Altre immagini

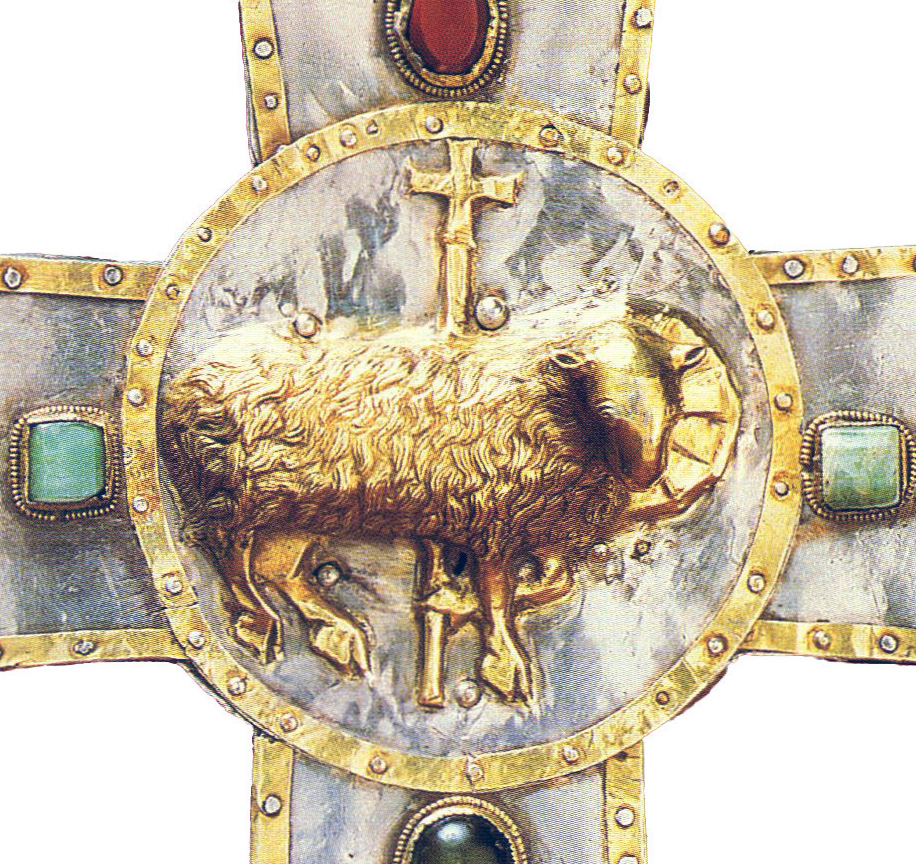
Dettaglio dell'Agnus Dei.
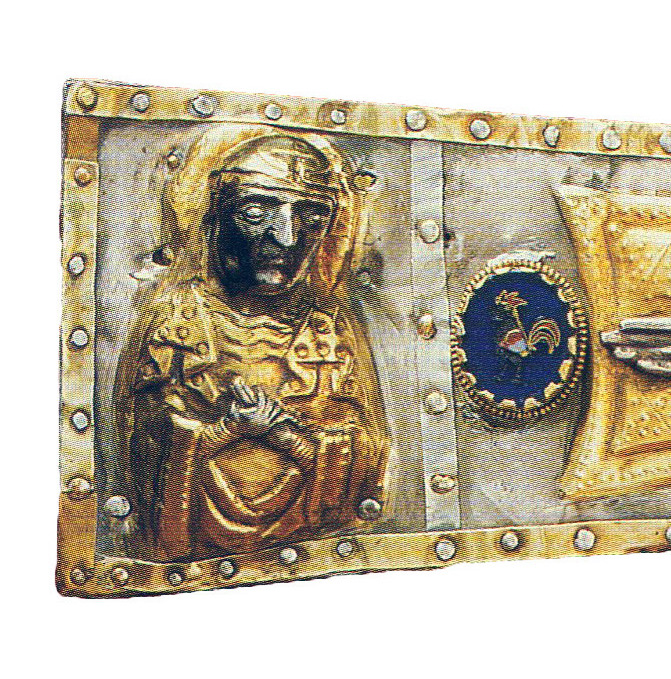
Dettaglio di Maria.
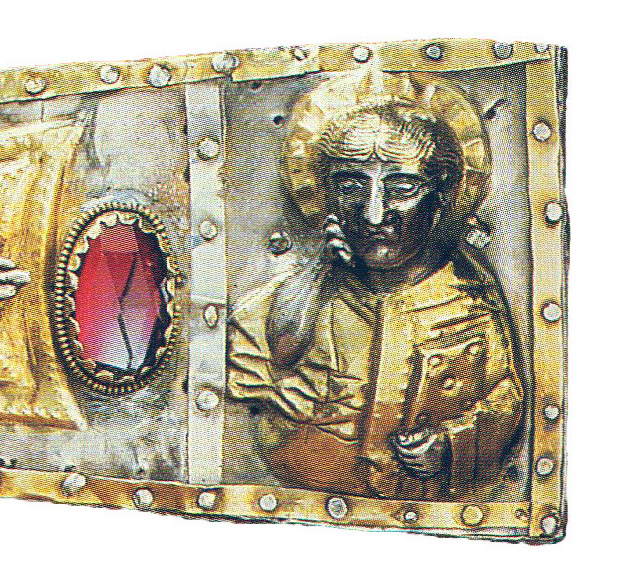
Dettaglio di San Giovanni Battista.
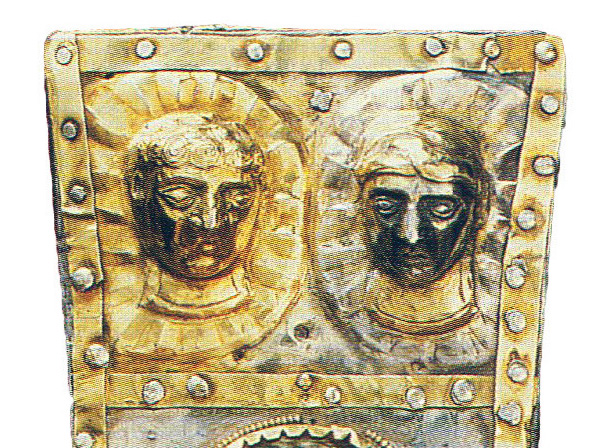
Dettaglio del Sole e della Luna.
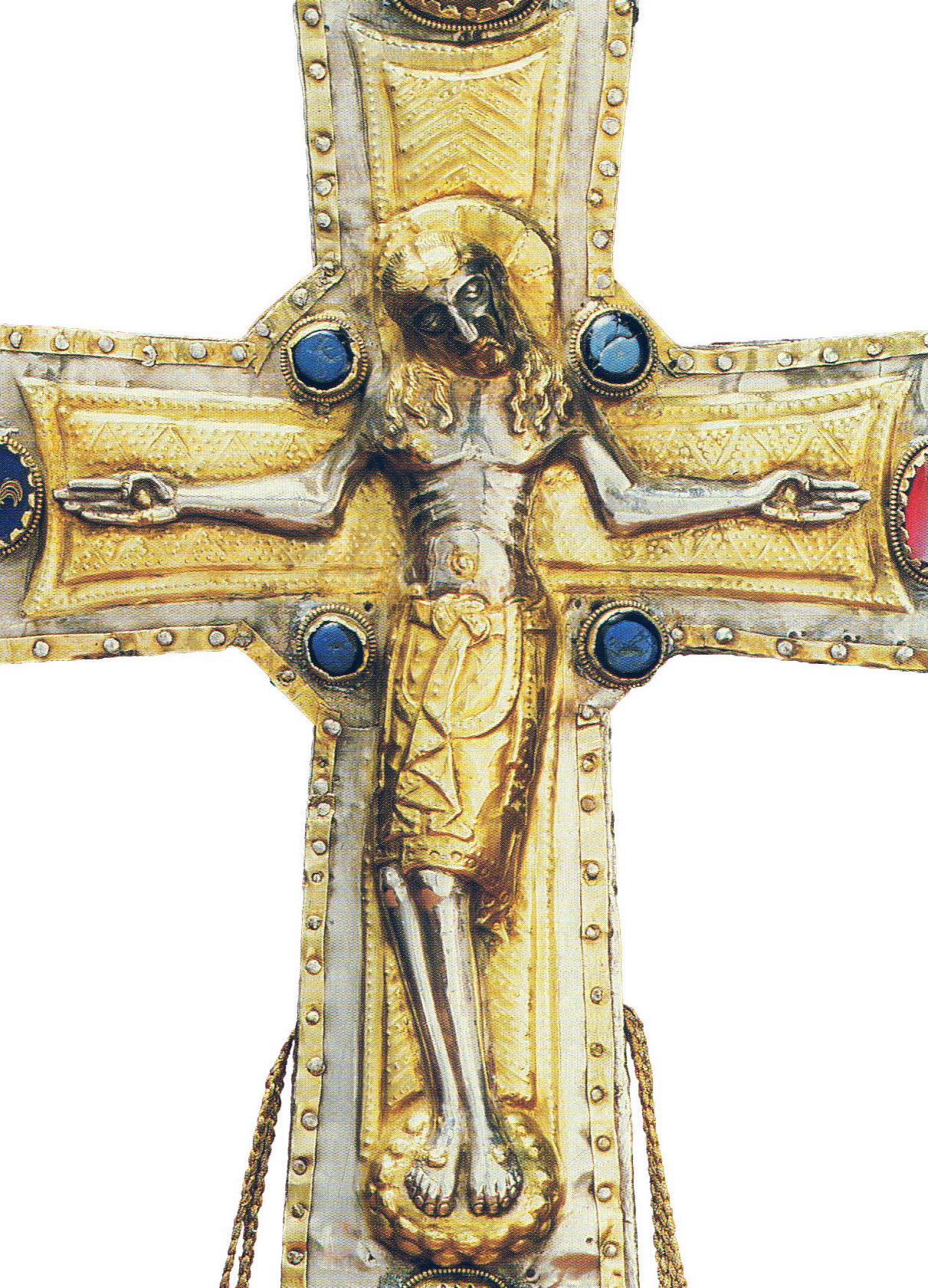
Dettaglio di Gesù crocifisso.
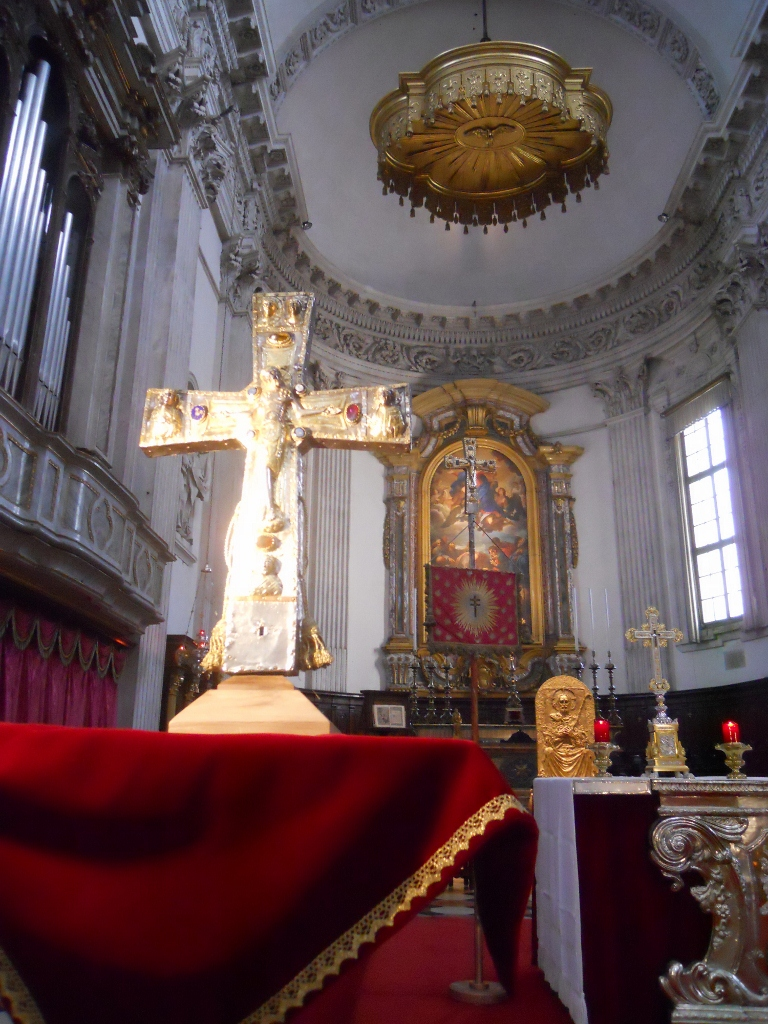
La Croce del Campo esposta nel Duomo nuovo.

### Il bauletto

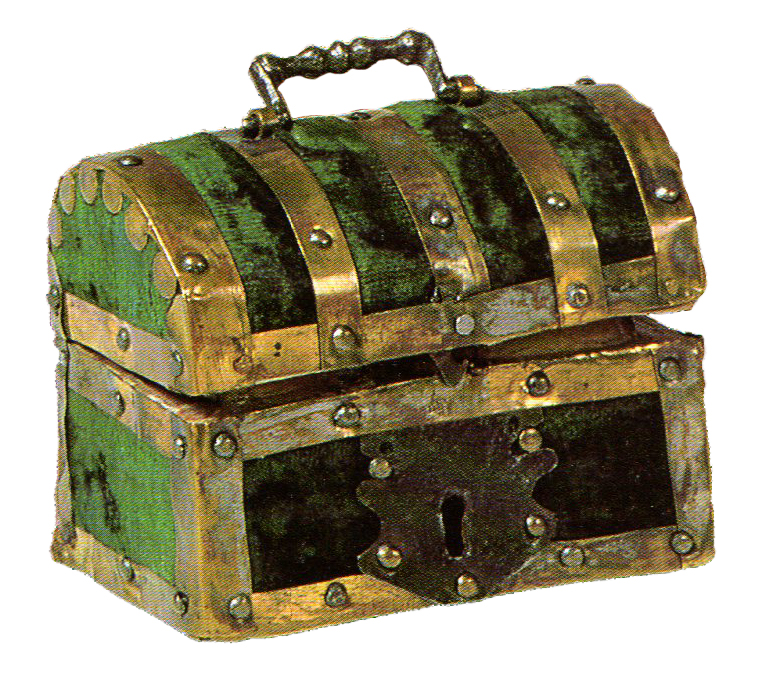
Il bauletto.

È un manufatto di importanza secondaria all'interno del tesoro, nel quale è oggi custodita solamente una vite con capocchia a fogliame d'argento, proveniente dal Reliquiario. Vi erano inoltre custoditi una moneta di Onorio e una medaglietta votiva, perduti (vedi dopo). Il bauletto è rettangolare e misura solamente 6 x 4,5 centimetri per 5,5 d'altezza. Si tratta di un lavoro modesto della prima metà del Quattrocento.
Il cofanetto è interamente in legno comune rivestito di velluto verde, a sua volta fasciato da listelli verticali e orizzontali in una lega metallica di oro, argento e rame. Il coperchio, ribaltabile, è a sezione semicilindrica e presenta al centro un'elegante maniglia, mentre sul fronte del bauletto, al centro, è posta una piastra metallica sagomata per la serratura. Il rivestimento interno è in carta rosata, filigranata a righe.
Nel bauletto si conserva una piccola borsetta in velluto rosso con ricami in oro fatta realizzare nella seconda metà del Cinquecento dal vescovo Gianfrancesco Morosini per custodirvi la moneta e la medaglietta prima citate. Sotto la borsetta, invece, vi è una scatoletta d'argento con coperchio, semplice e liscia, contenente la vite che chiudeva la sommità del piedistallo di Bernardino delle Croci una volta rimossa la Reliquia Insigne, prima che venisse apposta la teca del Mondella.

### Il reliquiario delle Sante Spine

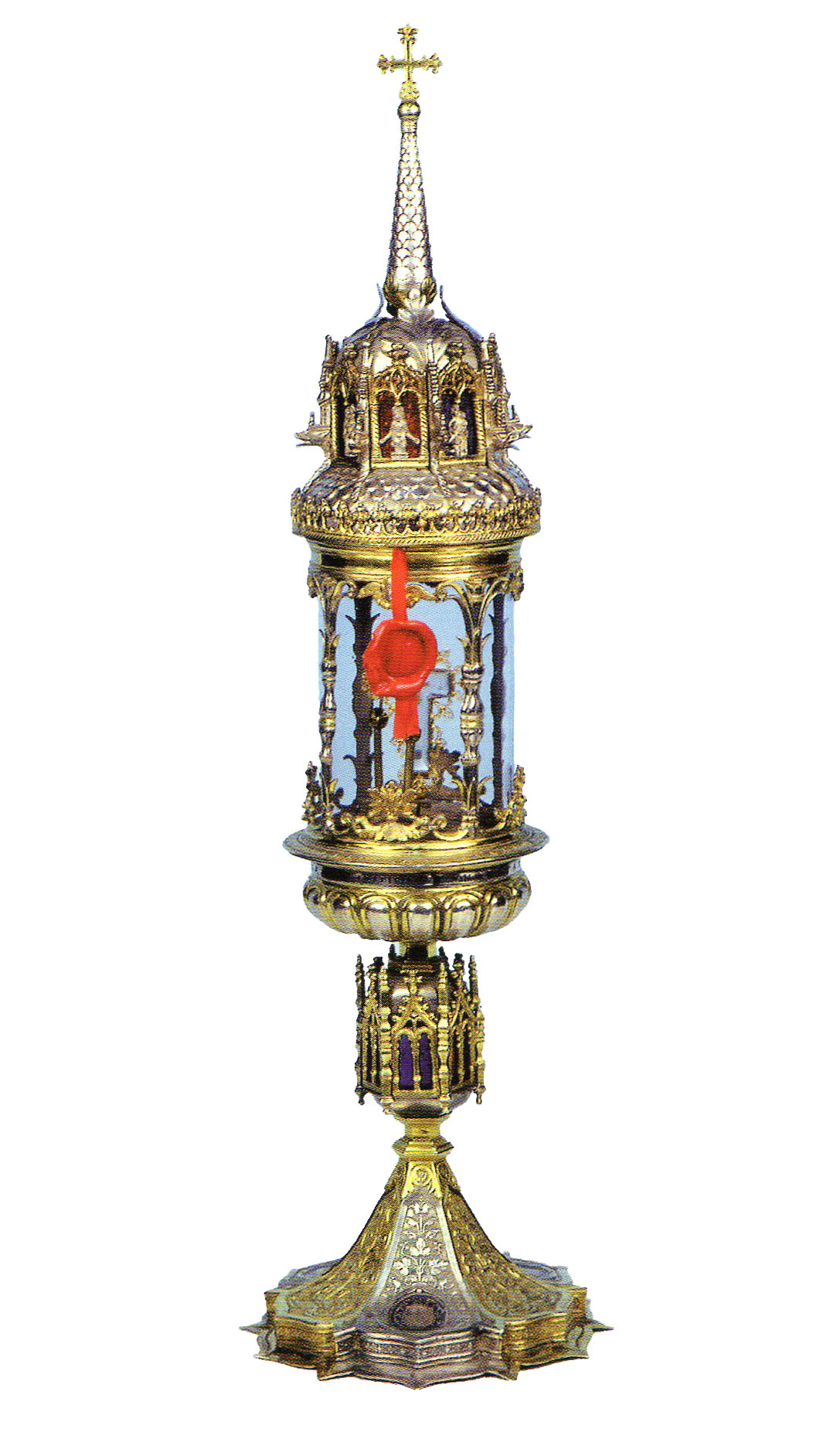
Il reliquiario delle Sante Spine.

Commissionato agli inizi del Cinquecento dalle monache del monastero di Santa Giulia per custodire due spine ritenute provenienti dalla corona di spine di Gesù, è rimasto nel tesoro del monastero fino alla sua soppressione, avvenuta nel 1797 per mano della Repubblica Bresciana.
Sottratto alle monache, il reliquiario venne trasferito nel tesoro delle Sante Croci, aggiungendosi ai componenti tradizionali. Successivamente, il suo contenuto fu arricchito: il vescovo Girolamo Verzeri, durante il suo episcopato, donò e fece aggiungere nella teca una terza spina, mentre Giacinto Gaggia, nel 1933, inserì una piccola croce in cristallo contenente un supposto frammento della Vera Croce.
Si tratta di una pregevole opera di inizio Cinquecento, realizzata da manifattura bresciana nell'ambito della bottega dei Delle Croci.

### La Croce del vescovo Zane

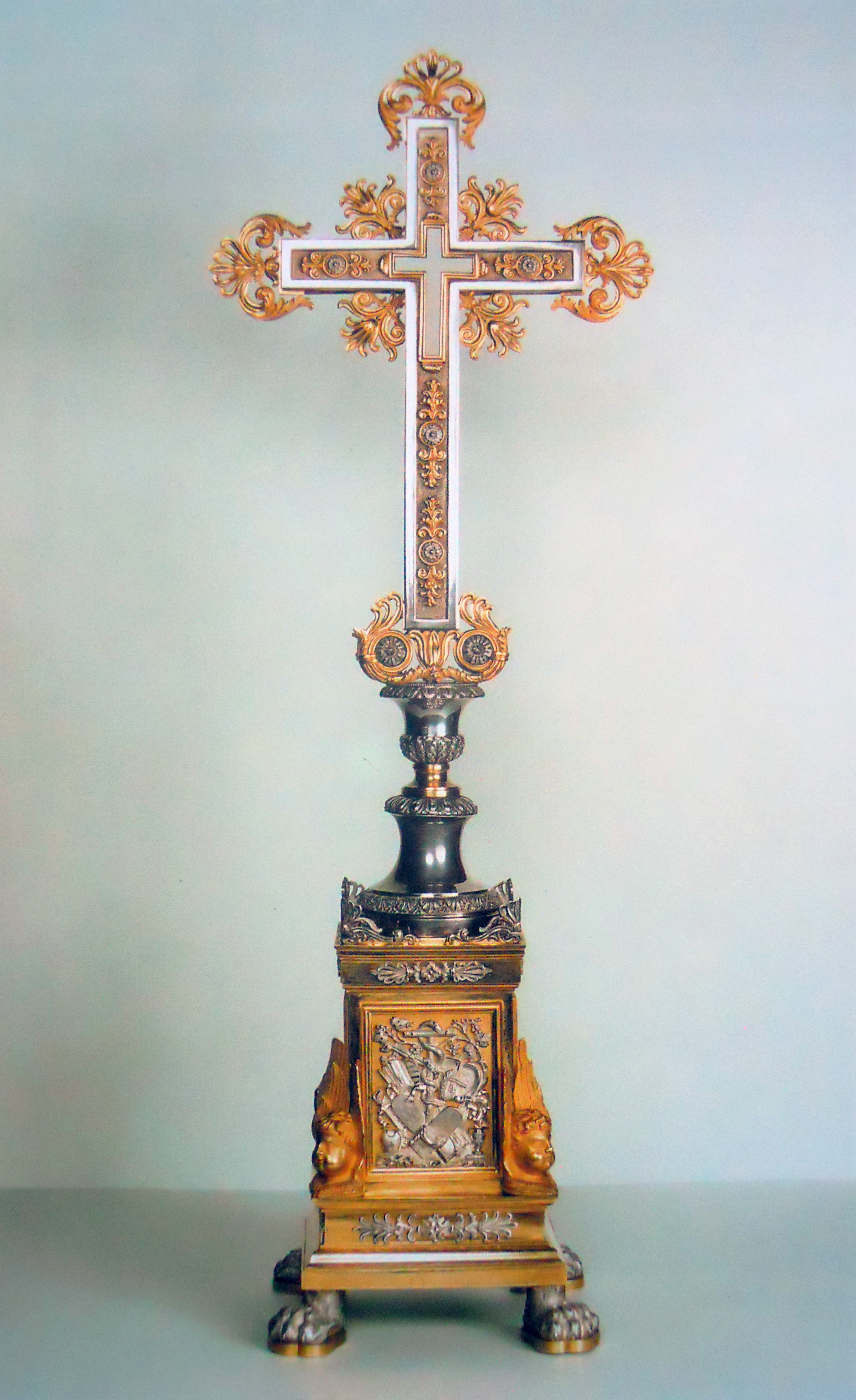
Il reliquiario della Croce del vescovo Zane.

La croce è stata realizzata nel 1841 dall'orafo bresciano Antonio Pedrina e, da allora, fa parte stabilmente del tesoro delle Sante Croci. Nel reliquiario è contenuta la crocetta donata alla comunità bresciana dal vescovo Paolo Zane nel 1531, la cui custodia precedente a quella del Pedrina non è nota. L'opera rappresenta un esempio di pregio dell'oreficeria neoclassica bresciana di metà Ottocento, il cui maggiore rilievo artistico è concentrato nell'intricato rilievo del piedistallo.

## Pezzi perduti

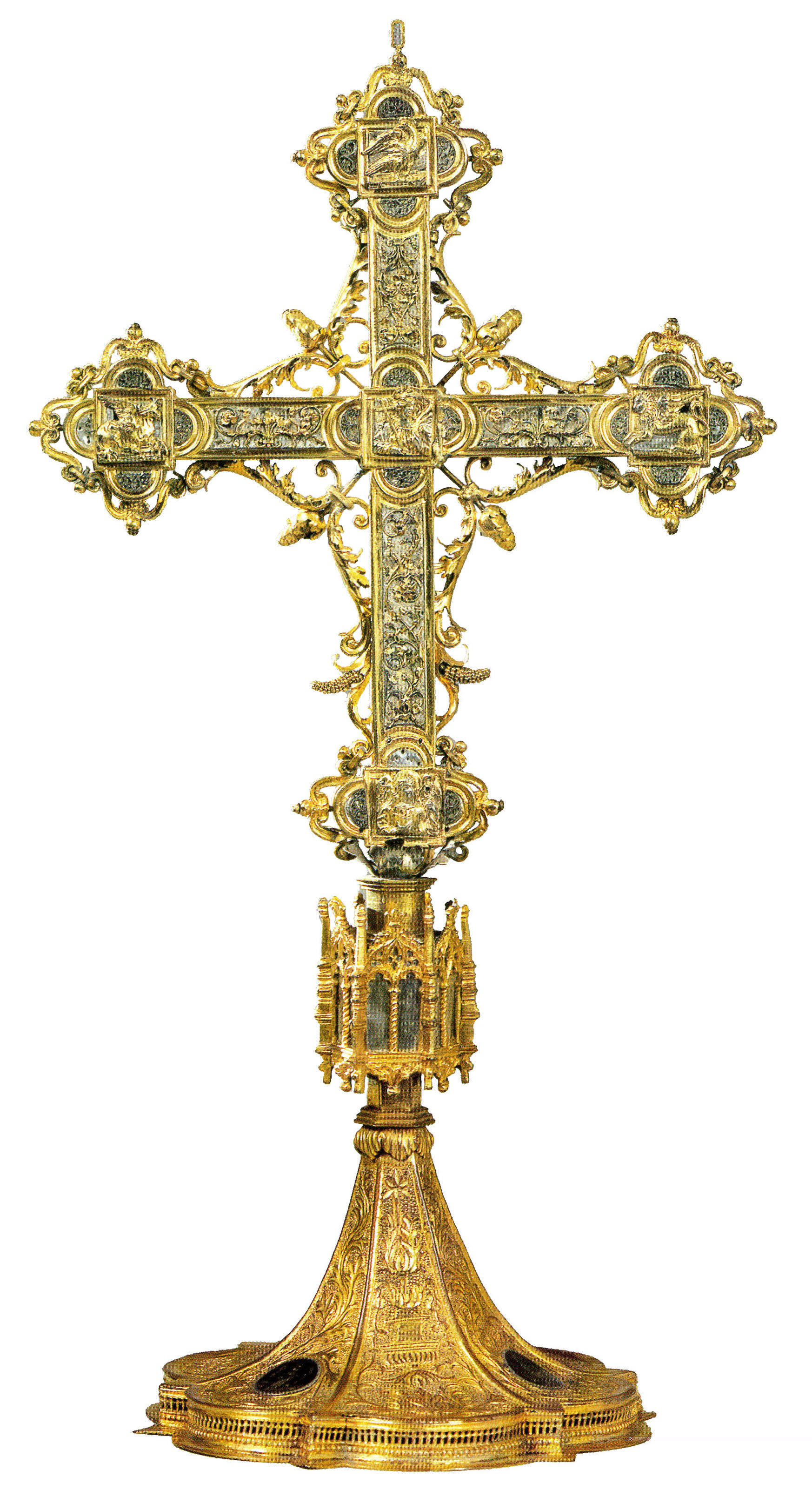
La Croce di San Faustino. Il pezzo ha lasciato il tesoro nel 1828.

Il tesoro, durante il Novecento, ha visto la perdita di cinque pezzi secondari che erano custoditi con esso, verosimilmente rubati e mai più trovati o restituiti.
Nel 1917 andarono perduti i tre bastoni di legno argentato che, montati assieme, componevano l'asta della Croce del Campo: il verbale del 1º novembre 1917 della Compagnia dei Custodi, che in quel giorno aprì in via straordinaria il tesoro per nasconderlo e metterlo in salvo dalla guerra, registrò la loro mancanza, il che significa che furono lasciati fuori dopo l'ultima esposizione, avvenuta il 22 aprile di quell'anno.
Gli altri due pezzi erano una moneta d'oro coniata durante il regno dell'imperatore Onorio e una medaglietta in rame. La moneta era stata donata al vescovo Gianfrancesco Morosini da Sisto V, il quale l'aveva recuperata, insieme a molte altre poi distribuite a varie diocesi, durante la ricostruzione del Palazzo Lateranense. La medaglietta, invece, era di carattere votivo ma non ci sono pervenuti né l'aspetto né l'epoca di fabbricazione, non essendo in effetti mai rientrata nell'interesse degli studiosi.
I due oggetti, conservati nella borsetta di velluto prima descritta, andarono perduti durante gli studi sulla Croce del Campo condotti nel 1951. Della loro effettiva scomparsa ci si accorgerà solamente cinque anni dopo, il 16 novembre 1956, in occasione della prima esposizione effettuata al termine degli studi.
Perduti, trasferiti o non più rintracciabili sono anche i vari reliquiari e altri oggetti liturgici, quali pissidi, tabernacoli e cassettine, citati nell'inventario del contenuto di un armadio della cappella redatto da Benettino Calino nel 1623.
Può considerarsi "perduta", ma in realtà solamente trasferita, anche la Croce di San Faustino, entrata a far parte del tesoro nel 1797 assieme al reliquiario delle Sante Spine e ceduta nel 1828 alla chiesa dei Santi Faustino e Giovita con la reliquia in essa contenuta. Il manufatto, da quel giorno di proprietà della parrocchia dei Santi Faustino e Giovita, non fa più parte, di fatto, del tesoro delle Sante Croci.

### Lo stendardo dell'Orifiamma

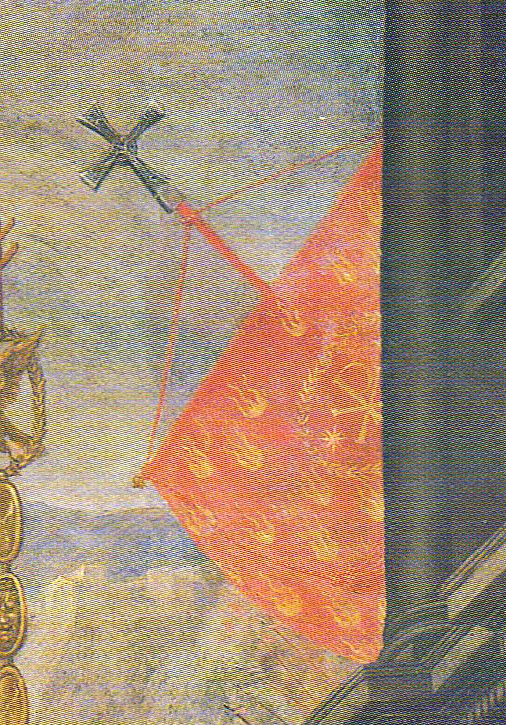
La versione dell'Orifiamma di Grazio Cossali.

Più complessa è la storia dello stendardo dell'Orifiamma, il vessillo comunale che veniva issato sul carroccio al di sotto della Croce del Campo. Una prima menzione, fu riportata verso la fine del XIV secolo dallo speziale Leoncino Ceresolo, il quale attestò d'aver veduto de visu, in occasione d'una pubblica esposizione, l'Orifiamma che era del colore del fuoco, ma logoro a causa della sua antichità. Vi aggiunse come verso il 1400 lo stendardo, seppur ancora esistente, non fosse più mostrato al popolo.
Il manufatto è citato solamente due volte, ma molto chiaramente, nelle fonti documentarie: ne parla, per prima, un'accurata descrizione dei principali componenti del tesoro redatta nel 1663 da Lodovico Baitelli, il quale accenna anche a una fantasiosa ma errata storia, derivata dalle errate credenze sull'origine della Reliquia Insigne. Parlando dei due fori alla base della Croce del Campo, scrive lo studioso:
(Lodovico Baitelli, Breve Historia delle Santissime Croci, 1663, pp. 16-27.)

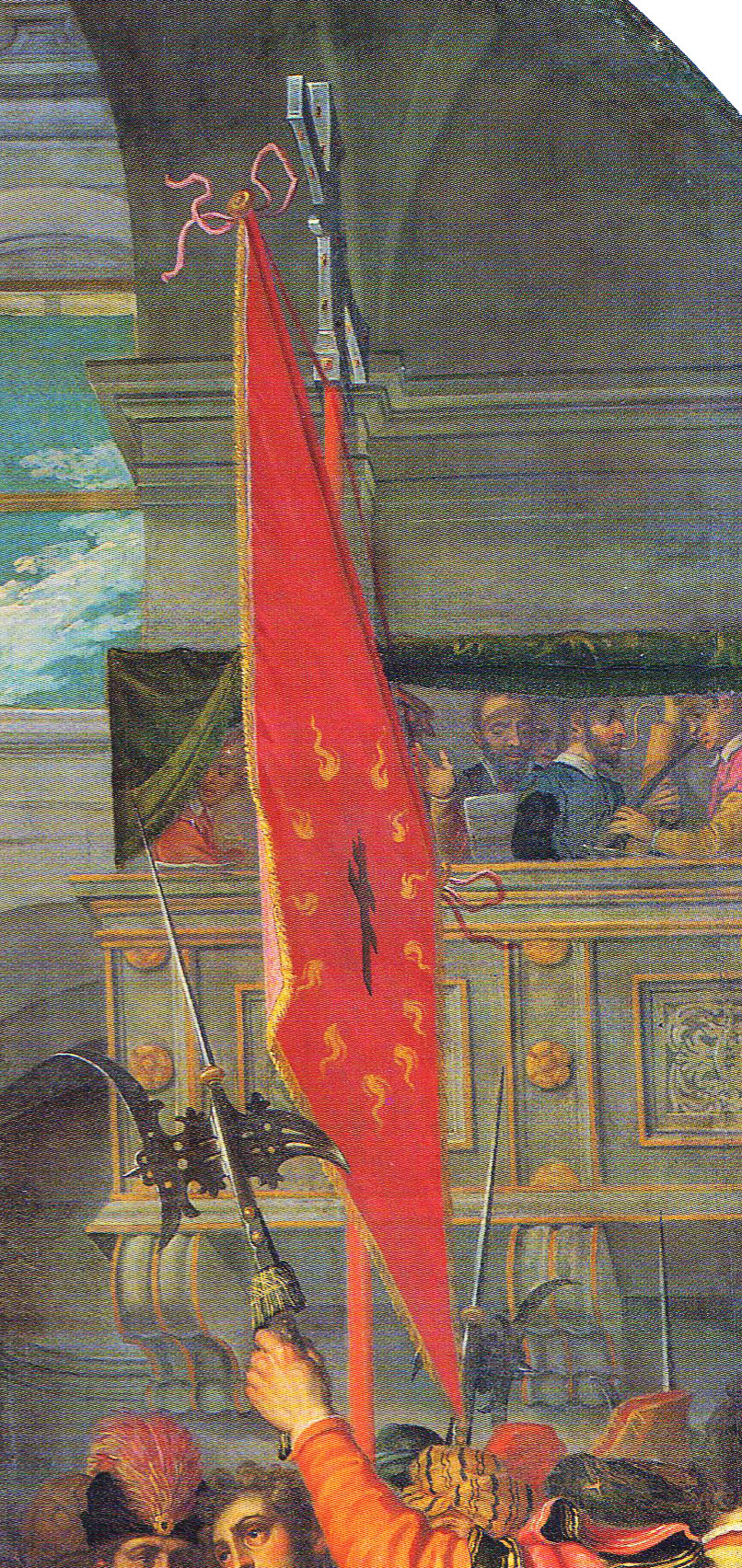
La versione dell'Orifiamma di Antonio Gandino.

Dalla preziosa testimonianza del Baitelli si ricavano numerose informazioni. Innanzitutto, si deduce che il vessillo non faceva fisicamente parte del tesoro delle Sante Croci, bensì era custodito nella primitiva arca dei santi Faustino e Giovita e, poiché avvolgeva la terra bagnata dal sangue dei patroni trasudato durante il noto miracolo del IX secolo, era più legato al culto dei due patroni che a quello della Reliquia Insigne. Le fantasiose origini dello stendardo alle quali il Baitelli accenna sono legate al leggendario racconto sviluppatosi nei secoli come "ampliamento" dell'episodio di Namo: secondo tale leggenda, l'Orifiamma bresciano era il labaro fatto tessere da Costantino I in persona dopo la visione In hoc signo vinces alla battaglia di Ponte Milvio, tramandato fino a Costantino IV, quindi donato a Carlo Magno, da questi consegnato a Namo di Baviera e, infine, ceduto a Brescia. All'apertura dell'arca condotta nel 1623 fu presente anche lo storico Ottavio Rossi, il quale stese la relazione ufficiale della cerimonia. Ciò che è riportato nel suo scritto sembra suffragare completamente la nota del Baitelli:
(Ottavio Rossi, Relatione dell'Aprimento dell'Arca de' Santissimi Protomartiri, et Patroni della Città di Brescia, Faustino, et Giovita, 1623.)
I corpi dei due patroni vennero trasferiti nella nuova arca monumentale in quello stesso anno e, probabilmente, è in questa occasione che lo stendardo andò perduto. Per contro, data la riverenza dimostrata nei suoi confronti e il fatto stesso che contenesse la terra miracolosa, sembra inverosimile che al momento dello spostamento delle reliquie l'Orifiamma e il suo contenuto siano stati semplicemente eliminati. La perdita dello stendardo, in questo caso, dovrebbe essere ascritta a eventi successivi, dei quali nulla si conosce. Andrea Valentini, nel 1882, ritenne che l'Orifiamma fosse ancora reperibile nel 1764 e che la copia eseguita allora per conto di Bernardino Martinengo sia una riproduzione fedele dell'originale, perduto solo in seguito. Si tratta però di una pura supposizione del Valentini, impossibile da confermare.
Per quanto riguarda l'aspetto del vessillo, le sue più antiche raffigurazioni note sono contenute nelle due grandi tele della cappella delle Sante Croci in Duomo vecchio. I due dipinti sono coevi (1605-1606), ma offrono versioni dello stendardo tra loro differenti.

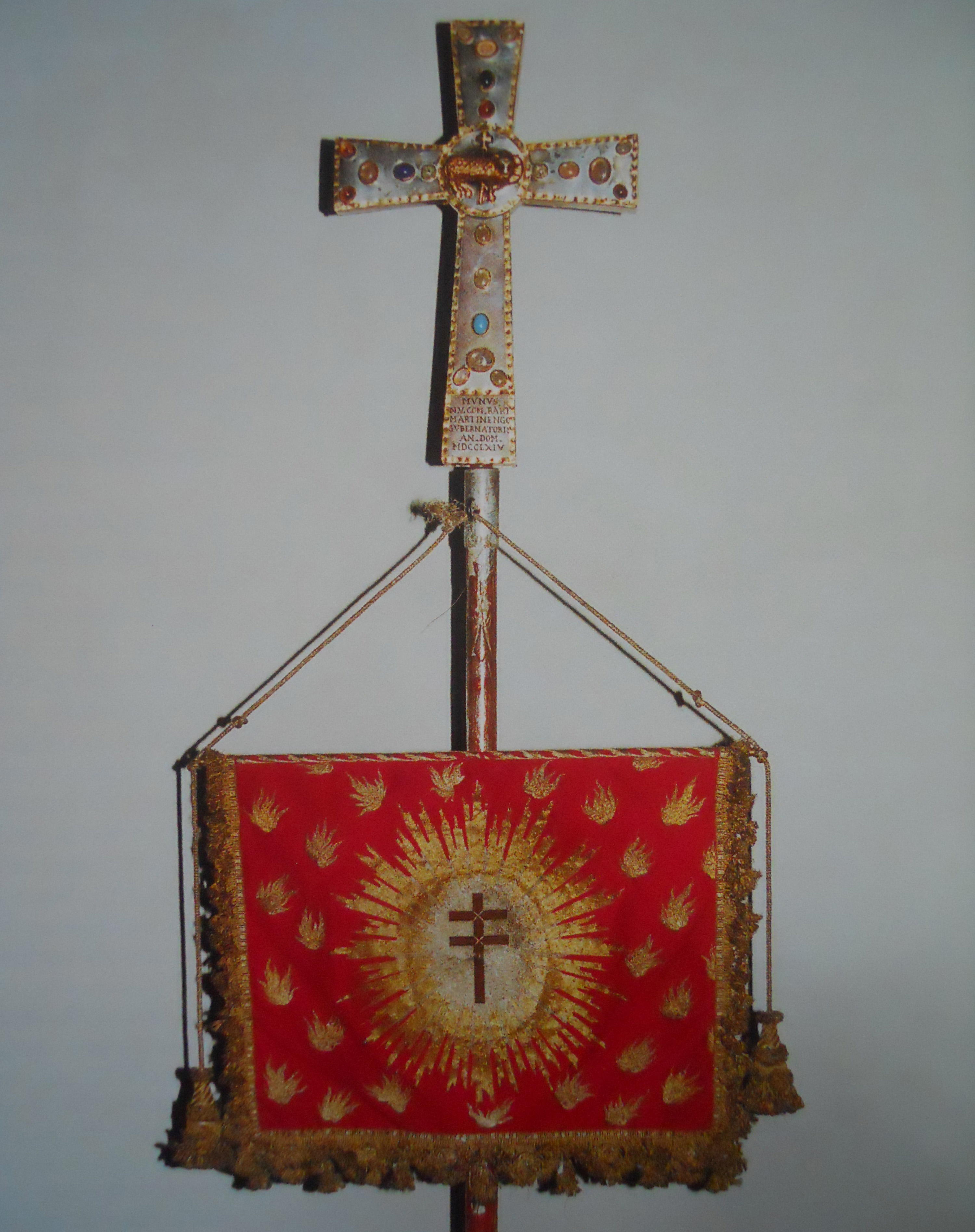
L'Orifiamma e la copia della Croce del Campo eseguiti nel 1764.

Nell''Apparizione della Croce a Costantino, di Grazio Cossali, lo si vede emergere dal retro di un edificio, appeso a un'asta alla cui sommità è fissata la Croce del Campo. Il vessillo, soprattutto in proporzione a quest'ultima, appare molto grande e di colore rosso, con al centro il monogramma di Cristo contornato da una corona di alloro, mentre attorno sono ricamate numerose fiamme dorate, da cui il nome. La riproduzione del vessillo proposta nella Donazione di Namo di Baviera, di Antonio Gandino, lo vede ancora di colore rosso e appeso a un'asta con la Croce del Campo in cima, ma in proporzione a quest'ultima è più piccolo e, soprattutto, la decorazione è differente: al centro vi è la riproduzione della Reliquia Insigne, una croce a doppia traversa, mentre le fiammelle dorate sono più piccole e disposte ordinatamente a formare un cerchio intorno alla croce. Esiste una terza e ultima riproduzione storica del manufatto, cioè la copia fatta eseguire da Bartolomeo Martinengo nel 1764, prima citata, che pare riprendere entrambe le versioni del Cossali e del Gandino. Dalla prima sembra trarre lo sfondo rosso campito a fiammelle dorate, mentre dalla seconda la riproduzione della Reliquia Insigne al centro, circondata però da un sole raggiato.
La profonda differenza iconografica riscontrabile nelle due versioni del Cossali e del Gandino, coeve, è forse utilizzabile come indice di quanto lo stendardo, già allora, fosse molto difficile da ricostruire nel suo aspetto originale. Dalle testimonianze del Baitelli e del Rossi si ottiene l'immagine di un drappo sudicio, consunto, "un invoglio", "guasto in tutto dall'antichità" e utilizzato per ravvolgere della terra, con "fila d'oro sparsi" così come sparsi dovevano essere "gli ornamenti che lo arricchivano". Non si ha a che fare con una stoffa dalle decorazioni chiare, neppure dalla grandezza definita, se il Rossi lo indica come "un drappo di qualche grandezza" mantenuto nella sua posizione ravvolta attorno alla terra, non srotolabile. Le differenti versioni del Cossali e del Gandino appaiono quindi legittime, poiché riproduzioni di un qualcosa ormai del tutto indefinibile.
Volendo però dare un'interpretazione letterale all'affermazione del Baitelli, secondo il quale il drappo era "tessuto riccamente di fiammelle d'oro", allora la versione più fedele all'originale sembrerebbe essere quella proposta da Grazio Cossali nel suo dipinto, dove il tessuto rosso è interamente ricoperto da fiamme dorate. Se la riproduzione del Cossali è davvero corrispondente alla realtà, però, allora significa che il pittore la concepì sulla base di altre fonti o riproduzioni dello stendardo, poiché all'apertura dell'arca nel 1623 (e alle conseguenti testimonianze di Rossi e Baitelli) la tela era già stata dipinta da più di quindici anni.

## La custodia del tesoro

La cappella delle Sante Croci. Si notano l'altare di Carlo Carra, la spessa inferriata del 1500 e, sul fondo, il cassone dorato.

Il tesoro delle Sante Croci, di valore storico ed economico elevatissimo, è protetto da due principali livelli di sicurezza. La prima barriera è rappresentata dalla stessa cappella delle Sante Croci dove è custodito, il cui accesso è protetto da una spessa inferriata dorata risalente al 1500, affiancata alla fine del Novecento da un antifurto laser. All'interno della cappella, invece, il tesoro è custodito dal 1935 all'interno di una moderna cassaforte, in sostituzione all'originale cassone in ferro dove veniva anticamente riposto. L'antico baule si trova, comunque, ancora conservato nella cappella.

### La cappella delle Sante Croci
Costruita a partire dal 25 settembre 1495 grazie al sovvenzionamento da parte del comune cittadino, la cappella delle Sante Croci è il luogo in cui viene custodito il tesoro all'interno del Duomo vecchio, nel transetto nord. Il progetto, affidato a Bernardino da Martinengo, mastro murario già al lavoro nel duomo per l'erezione del nuovo coro, venne subito concretizzato e già all'inizio del Cinquecento il tesoro poté essere trasferito dalla sagrestia, dove era conservato, alla nuova cappella appositamente edificata.
Dopo un primitivo ciclo decorativo dovuto a Floriano Ferramola, la cappella subì i primi interventi di aggiornamento stilistico nella seconda metà del Cinquecento per mano di Giovanni Maria Piantavigna, anche se non è chiaro in quale misura. La radicale revisione barocca della cappella venne invece attuata tra la fine del secolo e la prima metà del Seicento, arricchendo il piccolo ambiente degli stucchi di Andrea Colomba, in collaborazione con il figlio Giovanni Antonio, completati dalle pitture di Francesco Giugno e, soprattutto, dalle due grandi tele di Antonio Gandino e Grazio Cossali, prima citate. Quasi contemporanea è la revisione generale delle decorazioni marmoree, affidando a Carlo Carra il nuovo altare e ad altri lapicidi alcune opere minori, quali il rifacimento della pavimentazione. Al 1550 è databile l'esecuzione e il posizionamento del Cristo e l'angelo del Moretto come nuova pala d'altare della cappella. Tra la fine del Seicento e l'Ottocento può dirsi conclusa l'attività edilizia della cappella, che per contro vede accrescere il patrimonio di argenteria liturgica con l'arrivo di molti, pregevoli pezzi, tra i quali la grande lampada centrale dell'orefice Giuseppe Lugo, posizionata nel 1696.

#### Il forziere e la cassaforte

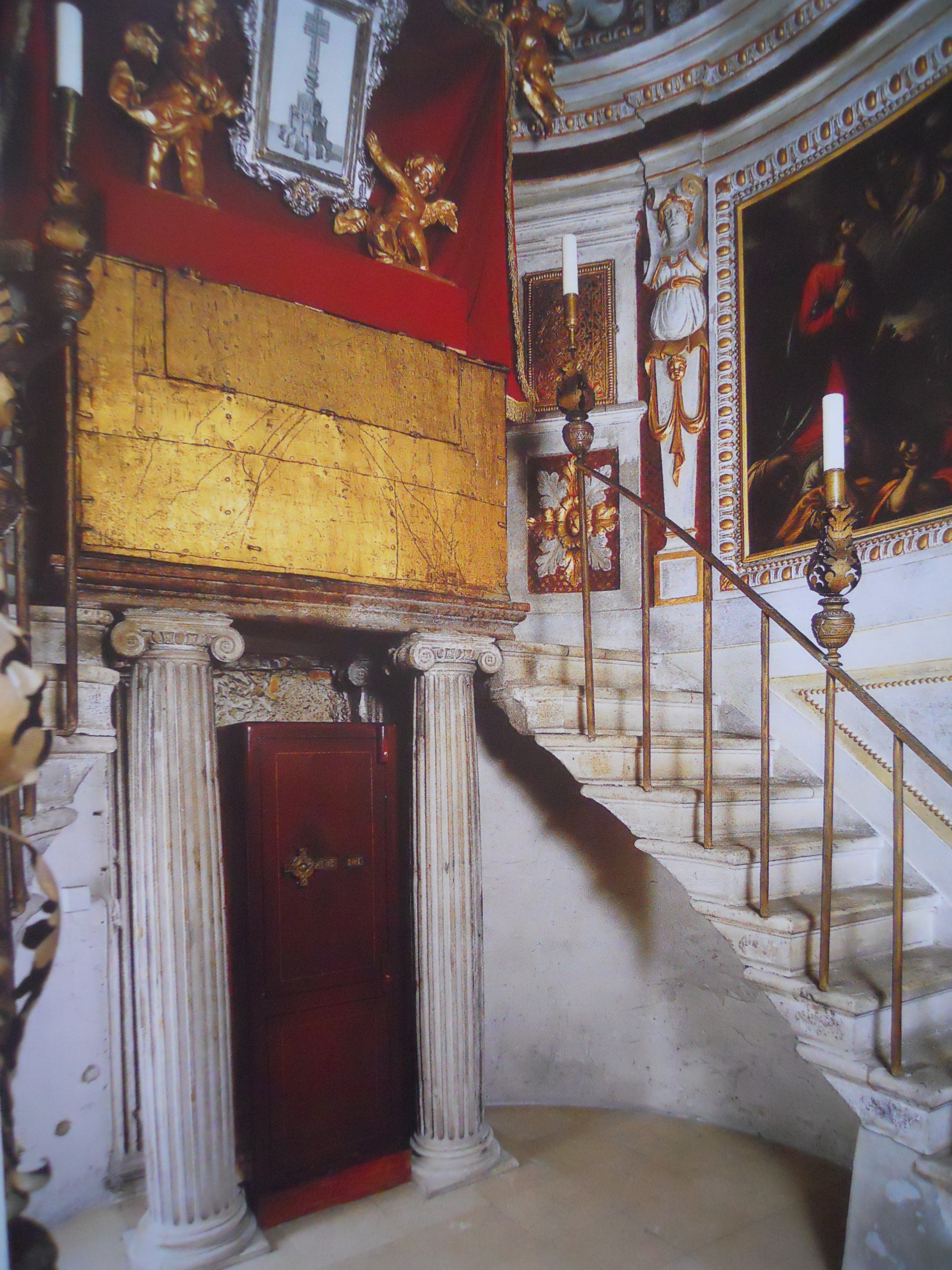
Interno della cappella delle Sante Croci: sotto l'antico cassone in ferro dorato è visibile la nuova cassaforte posizionata nel 1935.

Il più antico documento archivistico riferito al tesoro, risalente alla metà del Duecento e del quale si è già parlato, contiene anche la più antica menzione di un "sacrarum", un baule o un cassone, apribile per mezzo di numerose chiavi, in cui il tesoro veniva custodito. È giunto fino a noi, sostituito nelle sue funzioni solo nel 1931 (vedi dopo), un grande cassone in ferro dorato con un complesso sistema di apertura, all'interno del quale, nei secoli precedenti, veniva riposto e custodito il tesoro.
Non è possibile confermare che tale baule sia il "sacrarum" originale, anche a causa dei vari interventi di revisione del sistema di sicurezza che ha subito nel corso dei secoli, ma la fattura complessiva è effettivamente databile al Medioevo ed è quindi verosimile che si tratti del primo e unico cassone mai realizzato per la custodia del tesoro. Il grande baule, e conseguentemente il tesoro, erano originariamente conservati nella sagrestia del Duomo vecchio: un documento del 1423 cita chiaramente il tesoro "in ferrata Capsa in sacristia de Dom". Rimase in questo luogo fino al 5 febbraio 1501, quando venne trasferito nella cappella delle Sante Croci in via di completamento. Nei secoli successivi il cassone subì alcune rettifiche della sua posizione all'interno della cappella, in particolare dopo la ricostruzione seicentesca dell'ambiente, trovando collocazione definitiva in posizione elevata sopra due colonne di ordine ionico, raggiungibile mediante due scalette laterali.
I detentori delle varie chiavi del cassone sono elencati per la prima volta nel verbale di una riunione svoltasi il 25 maggio 1295. Si trattava di sette chiavi, tre per il baule e quattro per il catenaccio, che vennero distribuite tra i rappresentanti delle quadre cittadine, allora solo quattro: quadra di Santo Stefano, di Sant'Alessandro, di San Giovanni e di San Faustino. Al primo andarono una chiave dello scrigno e una del catenaccio, al secondo una dello scrigno, al terzo una dello scrigno e una del catenaccio, al quarto due del catenaccio. La seconda revisione nota dell'affidamento delle chiavi, in ordine di tempo, è una disposizione comunale del 1429, dove si stabilì che le chiavi, ridotte a sei, spettavano una al podestà, una al cancelliere, una al capitano del popolo e una al vescovo o a un suo vicario. Le rimanenti due chiavi sarebbero state affidate, di volta in volta, a due "boni cives" scelti da un abate e dagli anziani del popolo. Seguì una nuova disposizione comunale del 27 agosto 1445: dal documento si ricava che le chiavi erano aumentate a otto, ma allo stesso modo distribuite tra personalità del comune e della diocesi. Una chiave spettava all'avvocato del comune, due al vescovo, una a un arcidiacono, due al podestà, una a un altro arcidiacono e una a un importante avvocato.
Nonostante tali misure di sicurezza, però, il baule finì, con il passare del tempo, per essere regolarmente aperto e utilizzato dal capitolo del Duomo: il 21 dicembre 1579 venne deliberato il rinnovo delle chiavi poiché nel cassone venivano riposti libri e scritture, degradando la sacra funzione di custodia del tesoro. Nei secoli successivi, le chiavi, rimaste tradizionalmente otto, appaiono di proprietà sempre diverse, oppure detenute solo sulla carta e in realtà custodite da altri, di solito da figure nell'ambito del comune o della diocesi. Tra il Settecento e l'Ottocento la custodia delle chiavi si stabilizzò con una chiave affidata al vescovo e le altre sette al comune.
Il funzionamento del baule è chiaramente descritto in alcuni verbali dell'apertura del tesoro redatti tra l'Ottocento e il Novecento. Si riporta qui, fra gli altri, il brano specifico tratto dal verbale del 3 maggio 1901:
(Verbale di apertura del tesoro delle Sante Croci, 3 maggio 1901.)
Nel 1931, la Compagnia dei Custodi deliberò la sostituzione del cassone con una moderna cassaforte, che venne acquistata e posizionata dove si trova ancora oggi, nel piccolo vano sotto al grande baule, il 23 dicembre 1935. Terminò quindi la secolare tradizione delle otto chiavi, che si riducono a tre: una affidata al vescovo, una al sindaco della città e una al presidente della Compagnia dei Custodi. La cassaforte, di colore rosso scuro, è costituita da pareti in acciaio spesse sei centimetri ed è blindata, apribile mediante le tre serrature separate. All'interno è foderata in polistirolo per impedire umidità e infiltrazioni.
La cassaforte comprende un secondo vano, nella metà inferiore, dove sono custoditi il reliquiario delle Sante Spine e la Croce del vescovo Zane, che vengono solitamente esposti anche durante altre festività, ad esempio la Quaresima. Il vano, di esclusiva competenza della diocesi, è chiuso da uno sportello con unica serratura e la chiave è custodita nel Duomo vecchio.

### La Compagnia dei Custodi

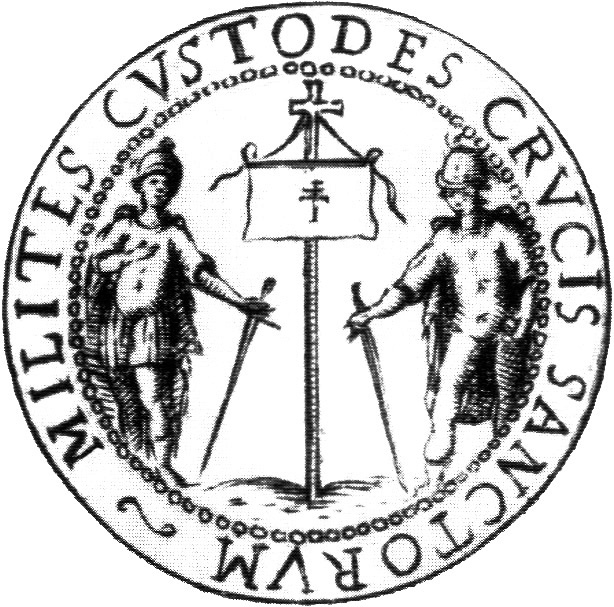
Lo storico sigillo della compagnia. Sul bordo, la scritta Milites Custodes Crucis Sanctorum.

Il più antico documento storico che testimoni l'esistenza di una compagnia laica con l'obiettivo di custodire il tesoro è una delibera del comune di Brescia datata 3 marzo 1520, con la quale il consiglio accolse una richiesta avanzata da Mattia Ugoni, vescovo di Famagosta e suffraganeo del vescovo di Brescia Paolo Zane, nella quale il prelato chiese che venga accordata una sovvenzione di cento lire a vantaggio di una confraternita descritta come recentemente costituita "in onore" del tesoro delle Sante Croci. Vennero inoltre richiesti la commissione di un proprio stendardo processionale, che sarà eseguito dal Moretto, e urgenti interventi murari nella cappella delle Sante Croci, completata un ventennio prima.
Nel corso dei secoli, la compagnia ha svolto e supportato tutte le operazioni di gestione, salvaguardia, amministrazione e difesa del tesoro, mantenendo la sua integrità e occupandosi della sua manutenzione, così come della cappella delle Sante Croci nella quale era ed è ancora custodito. Dopo la secolarizzazione ottocentesca e la riduzione, fino alla scomparsa, della maggior parte delle attività che rendevano necessaria l'amministrazione della confraternita e davano uno scopo alla sua esistenza (processioni, messe suffraganee, abbellimento della cappella, acquisto e vendita di beni mobili, eccetera), la compagnia dei Custodi è presto decaduta in un ruolo di pura rappresentanza. Ciò non toglie, comunque, che qualsiasi intervento gestionale o amministrativo riguardante il tesoro e la cappella (restauri o manutenzioni) sia ancora deliberato e supervisionato dai confratelli.
Ruolo attivo di particolare rilievo è la presenza di molti membri della compagnia durante le due esposizioni ordinarie annuali del tesoro. In secondo luogo, la compagnia promuove e finanzia pubblicazioni sul tema e partecipa, in genere, ai principali eventi religiosi della città.

## Le esposizioni

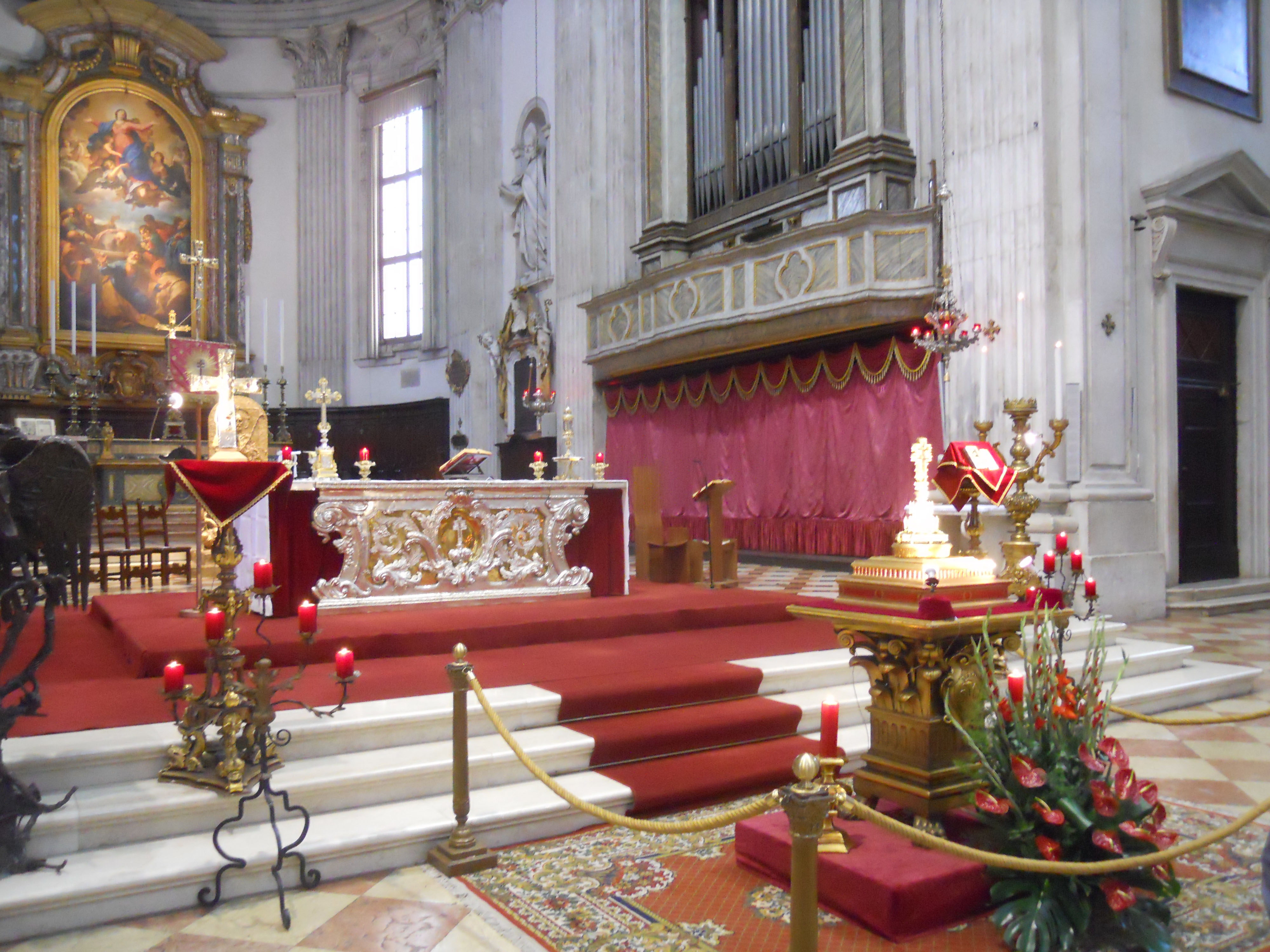
Il tesoro esposto in Duomo nuovo il 14 settembre 2011. In primo piano la Croce del Campo e il reliquiario della Santa Croce, in secondo piano, a destra, la stauroteca. Sull'altare, il reliquiario della Croce del vescovo Zane e il reliquiario delle Sante Spine.

Il tesoro delle Sante Croci è regolarmente presentato al pubblico in due esposizioni ordinarie annuali: il 14 settembre, festività dell'Esaltazione della Santa Croce, e il penultimo venerdì di Quaresima. In tali occasioni, il tesoro viene esposto nella sua interezza in Duomo nuovo, su piedistalli collocati appositamente ai piedi degli scalini che conducono al presbiterio.
Oltre alle esposizioni ordinarie, ogni anno ve ne sono, solitamente, alcune altre straordinarie, organizzate in occasione di importanti cerimonie o di eventi di rilievo nell'ambito della vita religiosa cittadina. Vengono concesse, ma in occasioni molto più rare, anche esposizioni private per singole persone, secondo una tradizione antichissima mai contestata: la prima esposizione documentata di questo tipo risale al 1423, quando il comune cittadino deliberò che le Sante Croci, "cum debita reverentia", fossero mostrate in privato a Pietro Visconti. Ciò è avvenuto diverse volte nel corso dei secoli, sempre previa autorizzazione comunale.
Molto frequenti in passato e oggi scomparse erano invece le processioni in cui le Sante Croci, in particolare la Reliquia Insigne, venivano trasportate lungo le vie cittadine tra monumentali cortei e apparati liturgici, solitamente per impetrare la protezione divina contro epidemie, carestie, guerre e altro. Alcuni esempi di tali processioni sono già stati trattati in un precedente paragrafo.
Già accennata è anche la diversa metodologia espositiva riservata al reliquiario delle Sante Spine e alla Croce del vescovo Zane: i due manufatti sono infatti di esclusiva competenza della diocesi e sono conservati in un vano a parte della cassaforte, per la cui apertura non è necessario l'utilizzo della chiave custodita dal sindaco. I due reliquiari sono pertanto estratti ed esposti al pubblico più frequentemente e in diverse occasioni, ad esempio durante la Quaresima.
Il tesoro, nonostante le esposizioni ordinarie e straordinarie, rimane comunque notevolmente celato agli occhi del pubblico. Scrive Gaetano Panazza nel 2001: «Proprio per questa sua molteplicità di valori, rincresce constatare come esso sia uno dei pochi tesori che ancora non sono accessibili, se non con grandi difficoltà e per brevissimo tempo, alla venerazione dei fedeli, all'ammirazione degli studiosi».